# Élections législatives françaises de 2022
Les élections législatives françaises de 2022 ont lieu les 12 et 19 juin 2022 afin d'élire les 577 députés de la XVIe législature de la Cinquième République.
Ces élections législatives font suite à l'élection présidentielle organisée au mois d'avril 2022, dont le second tour a vu le président sortant Emmanuel Macron être élu pour un second mandat face à Marine Le Pen du Rassemblement national, tandis que Jean-Luc Mélenchon, candidat de La France insoumise, a terminé à la troisième place.
Jean-Luc Mélenchon, durant l'entre-deux-tours, appelle les Français à « l'élire Premier ministre ». Dans les semaines qui suivent, il est à l'origine de la création de la Nouvelle Union populaire écologique et sociale (NUPES) regroupant LFI et les autres partis de gauche : le Parti socialiste, Europe Écologie Les Verts et le Parti communiste français. Les différents partis de la majorité — La République en marche, le MoDem, Agir et Horizons — se regroupent aussi au sein d'une coalition nommée Ensemble.
Le premier tour est marqué par une abstention record de 52,5 %, et par une quasi-égalité entre la NUPES et Ensemble. D'après le ministère de l'Intérieur, touché par une polémique sur la manière dont il a attribué les nuances politiques, la coalition gouvernementale arrive en tête, tandis que d'après le journal Le Monde, qui effectue un recomptage, c'est la NUPES qui est en tête.
Le second tour est marqué par une abstention de 53,8 %, cependant moindre que celle de 2017 et aboutit à un parlement minoritaire. Ensemble reste la principale force de l'Assemblée nationale avec 245 sièges, mais perd largement sa majorité absolue. Les partis de la NUPES obtiennent en cumulé 151 sièges, doublant la représentation des partis de gauche par rapport à 2017, notamment en raison des résultats obtenus dans les métropoles, un résultat néanmoins moindre que ce que les projections annonçaient dans l'entre-deux tours.
Le Rassemblement national surprend les pronostics des sondages en effectuant, malgré un mode de scrutin historiquement défavorable à l'extrême droite, une percée électorale avec 89 députés grâce à de bons résultats dans les départements ruraux. Il soutire ainsi la place du principal parti d'opposition que détenaient Les Républicains lors la législature sortante, qui perdent la moitié de leur représentation tandis que l'UDI disparaît presque totalement de l'hémicycle. Leur positionnement leur permet néanmoins d'obtenir un statut d'arbitre lors des travaux parlementaires.
Pour la première fois depuis les législatives de 1988 et l'instauration du quinquennat en 2000, le président élu ne dispose que d'une majorité relative dans la foulée de l'élection présidentielle. La nouvelle législature est ainsi l'une des plus fragmentées de la Ve République et inaugure une période de tripartisme entre la gauche, les libéraux et l'extrême droite,,, situation perçue par les commentateurs comme un désaveu pour le président Macron et un risque de grande instabilité politique et de blocages institutionnels en raison des faibles possibilités d'accords. Le taux de participation enregistre en revanche une nouvelle chute, en légère baisse par rapport au précédent record de 2017.

## Contexte

### Contexte institutionnel
Depuis les débuts de la Cinquième République, les élections législatives organisées dans la foulée de l'investiture d'un président élu ont toujours permis à ce dernier de disposer à l'Assemblée nationale d'une majorité absolue ou relative. Cette caractéristique, connue sous le nom de « fait majoritaire », est renforcée par le mode de scrutin majoritaire uninominal. Depuis le passage au quinquennat présidentiel en 2000 et le report des élections législatives après l'élection présidentielle, la coïncidence des scrutins est devenue systématique. Ce changement a contribué à présidentialiser le régime au détriment du pouvoir législatif. En outre, la cohabitation est rendue plus improbable puisqu'elle implique qu'une partie des électeurs reviennent sur leur choix dans la foulée de l'élection présidentielle.
En 2022, l'écart entre la présidentielle et les législatives est de cinquante jours, soit quatorze jours de plus que lors des quatre précédents mandats, un écart jugé susceptible d'accroître l'indécision du scrutin.

### Assemblée sortante et élection présidentielle de 2022
À l'issue des élections législatives de 2017, le parti du président Emmanuel Macron, La République en marche et ses alliés remportent la majorité à l'Assemblée nationale, avec les groupes La République en marche (308 députés), Mouvement démocrate et apparentés (42 députés) et Agir ensemble, créé en novembre 2017 (neuf députés), soit un total de 359 députés. En 2022 cependant, ce total ne s'élève plus qu'à 346, à la suite des exclusions et sorties volontaires de plusieurs députés,.
Emmanuel Macron est reconduit pour un deuxième mandat au terme de l'élection présidentielle d'avril 2022. Le président sortant remporte au second tour 58,54 % des suffrages exprimés face à Marine Le Pen, la candidate du Rassemblement national (RN). Arrivé en troisième place au premier tour avec 21,95 % des suffrages, Jean-Luc Mélenchon confirme son mouvement La France insoumise  comme la première force à gauche. Pour beaucoup d'observateurs, la vie politique française est recomposée en trois blocs de votants : une gauche radicale, un centre libéral et l'extrême droite,,.
Comme pour le scrutin présidentiel de 2017, les partis politiques traditionnels échouent à se qualifier pour le second tour. Leurs résultats sont plus bas que ceux obtenus cinq ans plus tôt. Le Parti socialiste (PS) et Les Républicains (LR), représentés respectivement par Anne Hidalgo et Valérie Pécresse, s'effondrent avec des scores historiquement faibles : moins de 5 %.
À la tête de son parti nouvellement créé, Reconquête (REC), le candidat d'extrême droite Éric Zemmour totalise 7 % des voix et termine quatrième. Éliminé au premier tour, il appelle son électorat à voter pour Marine Le Pen qu'il a critiquée tout au long de la campagne électorale,.

### Enjeux financiers
Depuis 1988, le financement public des partis politiques est prévu par la loi, le montant total des aides publiques pour 2022 est de soixante six millions d’euros. Les montants alloués à chaque parti sont fonction de leurs résultats en voix et du nombre de parlementaires élus aux élections législatives de 2022.
Ainsi, la NUPES et Ensemble bénéficieront chacune de dix millions d'euros d'aide publique par an au titre de leurs résultats en voix, à répartir pour chaque coalition entre leurs partis. Le RN touchera sept millions d'euros, et le Parti animaliste 400 000 euros, du fait d'avoir recueilli 255 086 voix.
En ajoutant les 37 400 euros accordés pour chaque député élu, la coalition Ensemble touchera un total de presque 95 millions d'euros en cinq ans. La NUPES percevra quant à elle 72 millions d'euros, tandis que les Républicains, n'ayant pas respecté la parité femmes hommes, verront leurs subventions amoindries de 42% à 24 millions d'euros. Le RN peut compter sur le double, à savoir un total de 50 millions d'euros de financement public en cinq ans,.

### Perception du scrutin
Les élections législatives suivent l'élection présidentielle où la presse estime que l'absence de débat télévisé au premier tour a fait baisser l'intérêt. Les opposants à Emmanuel Macron jugent que sa réélection découle une nouvelle fois d'un important vote de rejet de l'extrême droite et d'un nouveau barrage républicain.
Les deux tiers des français se disent favorable à une cohabitation dans les jours qui suivent sa réélection mais Jean-Luc Mélenchon est dans le même temps loin de faire l'unanimité pour prendre la tête du gouvernement si la situation se produit, près de la moitié des français estimant qu'il « faut éviter qu'[il] devienne Premier ministre ».
Parallèlement, seulement « 22 % des Français pronostiquent une possible majorité de gauche à l’issue des législatives », ce qui a pour effet de « limiter l’importance de l’enjeu », selon Brice Teinturier, directeur général délégué de l'institut de sondage Ipsos, qui a identifié  « 127 circonscriptions où le résultat se jouera à un ou deux points près » contre seulement 77 aussi serrées en 2017.

### Situation des partis

#### Majorité présidentielle
Le parti du président, La République en marche, qui dispose d'une majorité à l'Assemblée nationale depuis 2017, forme dans la foulée de l'élection présidentielle une confédération du centre et du centre droit baptisée Ensemble avec le parti centriste MoDem de François Bayrou et les partis de centre-droit Agir et Horizons, ce dernier étant dirigé par l'ex-Premier ministre Édouard Philippe.

#### Union de la gauche
La France insoumise, à la faveur de la troisième place obtenue par Jean-Luc Mélenchon au premier tour de l'élection présidentielle, devient le principal parti de gauche. Il fédère autour de lui Europe Écologie Les Verts, le Parti communiste français et le Parti socialiste au sein d'une large coalition nommée la Nouvelle Union populaire écologique et sociale. Pour la première fois depuis la gauche plurielle en 1997, les partis de gauche se présentent rassemblés aux élections législatives, à l'exception du Nouveau Parti anticapitaliste, avec lequel les négociations échouent. Lutte ouvrière et le Parti ouvrier indépendant démocratique décident chacun de se présenter seuls.

#### Absence d'accord à l'extrême droite
Le Rassemblement national, parvenu au second tour de l'élection présidentielle, ne souhaite conclure aucune alliance avec les autres formations de la droite ou de l'extrême droite, notamment le parti Reconquête d'Éric Zemmour. Ce dernier présente sous son étiquette des candidats de trois petits partis de la droite conservatrice : le Mouvement conservateur, Via et le CNIP. De leur côté, le parti Debout la France de Nicolas Dupont-Aignan et le mouvement Les Patriotes de Florian Philippot se présentent ensemble sous les couleurs de l'Union pour la France.

#### Reconduction de l'alliance des partis de la droite traditionnelle
Le parti Les Républicains subit la défection de quelques députés sortants, à la suite du faible score obtenu par Valérie Pécresse à l'élection présidentielle, mais l'Union de la droite et du centre (UDC), formée avec l'UDI et Les Centristes lors des précédents scrutins locaux, est reconduite pour ces élections législatives.

## Système électoral

Logo des élections.

L'Assemblée nationale est composée de 577 sièges pourvus pour cinq ans au scrutin uninominal majoritaire à deux tours dans autant de circonscriptions.
Est élu au premier tour le candidat qui réunit la majorité absolue des suffrages exprimés et un nombre de voix au moins égal au quart des électeurs inscrits dans la circonscription. Si aucun des candidats ne satisfait ces conditions, un second tour est organisé entre les candidats ayant réuni un nombre de voix au moins égal à un huitième des inscrits (12,5 %) ; les deux candidats arrivés en tête du 1er tour se maintiennent néanmoins par défaut si un seul ou aucun d'entre eux n'a atteint ce seuil. Au second tour, le candidat arrivé en tête est déclaré élu.
Le seuil de qualification, basé sur un pourcentage du total des inscrits et non des suffrages exprimés, rend plus difficile l'accès au second tour lorsque l'abstention est élevée. Le système permet en revanche l'accès au second tour de plus de deux candidats si plusieurs d'entre eux franchissent le seuil de 12,5 % des inscrits. Les candidats en lice au second tour peuvent ainsi être trois, un cas de figure appelé « triangulaire ». Les seconds tours où s'affrontent quatre candidats, appelés « quadrangulaire » sont également possibles, mais beaucoup plus rares.

### Dates
Selon les dispositions du code électoral, les élections doivent se tenir dans les soixante jours qui précèdent l'expiration des pouvoirs de l'Assemblée sortante fixée au troisième mardi du mois de juin, cinq ans après son élection, sauf en cas de dissolution de l'Assemblée nationale décidée par le président de la République avant cette date. La fin du mandat de l'Assemblée élue en 2017 est fixée au 21 juin 2022.
Les dates des élections législatives pour la France métropolitaine sont fixées les 12 et 19 juin 2022 par le Gouvernement. Les élections législatives se tiennent donc 50 jours après le second tour de l'élection présidentielle, soit deux semaines de plus que lors des précédentes périodes électorales depuis l'adoption du quinquennat présidentiel. Les déclarations de candidatures doivent être déposées au plus tard le 20 mai pour le premier tour et le 14 juin pour le second tour.
Pour les Français de l'étranger ainsi que pour ceux de la Polynésie française, le premier tour se déroule avec une semaine d'avance par rapport à la métropole afin de tenir compte de l'éloignement géographique. Certains départements et collectivités d'outre-mer voteront le samedi précédant l'élection en métropole.
Les Français de l'étranger peuvent voter par internet ou par correspondance dans les jours précédant le scrutin.

### Projets avortés d'introduction d'une dose de proportionnelle
- Scrutin proportionnel de liste avec une circonscription nationale unique
- Scrutin proportionnel de liste dans des circonscriptions plurinominales
- Scrutin proportionnel de liste dans des circonscriptions plurinominales et sièges supplémentaires de compensations avec finalité proportionnelle
- Système mêlant circonscriptions au scrutin majoritaire et scrutin proportionnel à l'échelle nationale, le second donnant une moitié de sièges supplémentaires de compensation avec finalité proportionnelle.
- Scrutin à vote unique transférable, à finalité proportionnelle
- Scrutin uninominal majoritaire
- Système mixte ou parallèle combinant circonscriptions au scrutin majoritaire uninominal et scrutin proportionnel à l'échelle nationale, sans compensation

Carte des modes de scrutin en Europe.
Système proportionnel :
Scrutin proportionnel de liste avec une circonscription nationale unique
Scrutin proportionnel de liste dans des circonscriptions plurinominales
Scrutin proportionnel de liste dans des circonscriptions plurinominales et sièges supplémentaires de compensations avec finalité proportionnelle
Système mêlant circonscriptions au scrutin majoritaire et scrutin proportionnel à l'échelle nationale, le second donnant une moitié de sièges supplémentaires de compensation avec finalité proportionnelle.
Scrutin à vote unique transférable, à finalité proportionnelle
Système majoritaire :
Scrutin uninominal majoritaire
Système mixte :
Système mixte ou parallèle combinant circonscriptions au scrutin majoritaire uninominal et scrutin proportionnel à l'échelle nationale, sans compensation

Un projet de réforme lancé en 2018 prévoyait un temps la réduction de 25 % du nombre de députés — qui serait passé ainsi de 577 à 433 députés — associée à l'élection de 20 % d'entre eux au scrutin proportionnel plurinominal. Promesse de campagne du candidat Emmanuel Macron en 2017, celle-ci n'a finalement pas été mise en place.
Selon le projet, le scrutin serait resté uninominal majoritaire à deux tours, comme auparavant, dans 335 circonscriptions uninominales, tandis que les 11 circonscriptions des français établis hors de France auraient été fusionnées en une seule circonscription pourvue à la proportionnelle en un seul tour. À cette dernière se seraient ajoutés les 87 sièges restants qui auraient formé une unique circonscription plurinominale nationale, pourvue à la proportionnelle non-compensatoire avec un seuil de 5 %.
Ce projet de réforme a été abandonné, notamment à cause de la pandémie de Covid-19 et l'opposition du Sénat à majorité LR.
Début 2021, plusieurs parlementaires et chefs de partis dont Marine Le Pen (RN), Jean-Luc Mélenchon (LFI), Laurent Hénart (MR), Julien Bayou (EÉLV) et Jean-Christophe Lagarde (UDI) plaident, aux côtés du président du MoDem François Bayrou, pour l'adoption de la proportionnelle avec comme modèle les élections législatives de 1986. Un courrier est envoyé à cette occasion au président de la République, Emmanuel Macron,,.
Le 10 février 2021, le président du groupe MoDem, Patrick Mignola, dépose au nom de son groupe une proposition de loi intitulée « Proposition de loi visant à introduire une dose de proportionnelle lors des élections législatives », avec pour but d'obliger Emmanuel Macron à tenir son engagement sur ce point lors de la campagne présidentielle de 2017. Cette loi fusionne les circonscriptions uninominales dans les départements élisant plus de 12 députés (soit neuf départements représentant 130 députés), pour ne garder que des circonscriptions uniques à l'échelle des départements, dans lesquelles est mis en œuvre un scrutin proportionnel plurinominal à liste fermée ; le mode de scrutin ne change pas pour le reste des départements (représentant 447 députés).
Le 17 mars 2021, les présidents des groupes de la majorité (LREM, MoDem, Agir), Christophe Castaner, Patrick Mignola et Olivier Becht annoncent le report de la réforme pour après les élections de 2022.

## Députés ne se représentant pas
Plusieurs députés ne se représentent pas, à la fois dans les rangs de la majorité sortante et dans ceux de l'opposition.
Au sein de la majorité présidentielle, au 23 mars 2022, une trentaine de députés sortants sur 351 annoncent ne pas se représenter. Y figurent notamment l'ancien ministre et président de l'Assemblée nationale François de Rugy, la députée LREM Coralie Dubost, le vice-président de l'Assemblée nationale Hugues Renson et le vice-président du groupe La République en marche Nicolas Démoulin.
Dans l'opposition, les anciens candidats à la présidentielle Jean Lassalle (Groupe Libertés et territoires) et Jean-Luc Mélenchon (ex-président du groupe La France insoumise) annoncent ne pas se représenter,, de même que le président des Républicains Christian Jacob (ex-président du groupe Les Républicains).

## Forces en présence

### Principaux partis
Partis ayant eu des élus en 2017 ou présents en leurs noms dans les projections des sondages. Plusieurs d'entre eux sont regroupés en 2022 dans des coalitions détaillées ci dessous.
| Parti      | Parti                                                  | Idéologie | Chef de file | Résultats en 2017 (% au 1er tour) |
| ---------- | ------------------------------------------------------ | --- | --- | --- |
|            | La République en marche (LREM)                         | Centre gauche à centre droit Social-libéralisme, europhilie, troisième voie, transformisme, réformisme | Stanislas Guerini | 28,21 % des voix 308 sièges |
|            | Les Républicains (LR)                                  | Droite Conservatisme, gaullisme | Christian Jacob | 15,77 % des voix 112 sièges |
|            | Rassemblement national (RN)                            | Extrême droite Nationalisme, opposition à l'immigration, euroscepticisme | Marine Le Pen | 13,20 % des voix 8 sièges |
|            | La France insoumise (LFI)                              | Gauche radicale à extrême gauche Socialisme démocratique, antilibéralisme, écosocialisme, souverainisme de gauche | Jean-Luc Mélenchon | 11,03 % des voix 17 sièges |
|            | Parti socialiste (PS)                                  | Centre gauche à gauche Socialisme, progressisme, social-démocratie, social-écologie | Olivier Faure | 7,44 % des voix 30 sièges |
|            | Mouvement démocrate (MoDem)                            | Centre à centre droit Social-libéralisme, démocratie chrétienne, fédéralisme européen | François Bayrou | 4,12 % des voix 42 sièges |
|            | Europe Écologie Les Verts (EÉLV)                       | Gauche Écologie politique, fédéralisme européen | Julien Bayou | 3,42 % des voix 1 siège |
|            | Union des démocrates et indépendants (UDI)             | Centre droit Social-libéralisme, démocratie chrétienne, europhilie | Jean-Christophe Lagarde | 3,03 % des voix 18 sièges |
|            | Parti communiste français (PCF)                        | Gauche radicale Communisme | Fabien Roussel | 2,72 % des voix 11 sièges |
|            | Debout la France (DLF)                                 | Droite à extrême droite Souverainisme, gaullisme, national-conservatisme | Nicolas Dupont-Aignan | 1,17 % des voix 1 siège |
|            | Parti radical de gauche (PRG)                          | Centre gauche Radicalisme, laïcisme, solidarisme, républicanisme, social-libéralisme | Guillaume Lacroix | 0,5 % des voix 3 sièges |
|            | Parti animaliste (PA)                                  | Attrape-tout Animalisme, antispécisme, droits des animaux | Hélène Thouy | 0,28 % des voix 0 siège |
|            | Reconquête (REC)                                       | Extrême droite Nationalisme, national-conservatisme, opposition à l'immigration, anti-islam | Éric Zemmour | Nouveau |
| Coalitions | Coalitions                                             | Composantes | Composantes | Composantes |
|            | Ensemble (ENS)                                         | La République en marche, Mouvement démocrate, Horizons, Territoires de progrès, Agir, En commun, Parti radical | La République en marche, Mouvement démocrate, Horizons, Territoires de progrès, Agir, En commun, Parti radical | La République en marche, Mouvement démocrate, Horizons, Territoires de progrès, Agir, En commun, Parti radical |
|            | Union de la droite et du centre (UDC)                  | Les Républicains, Union des démocrates et indépendants, Les Centristes | Les Républicains, Union des démocrates et indépendants, Les Centristes | Les Républicains, Union des démocrates et indépendants, Les Centristes |
|            | Nouvelle Union populaire écologique et sociale (NUPES) | La France insoumise, Europe Écologie Les Verts, Parti communiste français, Parti socialiste, Parti de gauche, Génération.s, Picardie debout !, Ensemble !, Génération écologie, Les Nouveaux Démocrates, Révolution écologique pour le vivant, Parti ouvrier indépendant, Pour La Réunion | La France insoumise, Europe Écologie Les Verts, Parti communiste français, Parti socialiste, Parti de gauche, Génération.s, Picardie debout !, Ensemble !, Génération écologie, Les Nouveaux Démocrates, Révolution écologique pour le vivant, Parti ouvrier indépendant, Pour La Réunion | La France insoumise, Europe Écologie Les Verts, Parti communiste français, Parti socialiste, Parti de gauche, Génération.s, Picardie debout !, Ensemble !, Génération écologie, Les Nouveaux Démocrates, Révolution écologique pour le vivant, Parti ouvrier indépendant, Pour La Réunion |
|            | Union pour la France (UPF)                             | Debout la France, Les Patriotes, Génération Frexit | Debout la France, Les Patriotes, Génération Frexit | Debout la France, Les Patriotes, Génération Frexit |

### Autres partis ou mouvements
Plusieurs autres partis et coalitions présentent des candidats : 
- Raison du peuple, qui réunit les partis souverainistes Solidarité et progrès de Jacques Cheminade, République souveraine de Georges Kuzmanovic (ancien dissident de La France insoumise) et L'Appel au peuple, formation bonapartiste de Haute-Garonne[41] ;
- la Fédération de la gauche républicaine, une formation fondée en 2022 composée de la Gauche républicaine et socialiste (GRS), du Mouvement républicain et citoyen (MRC), des Radicaux de gauche (LRDG, scission du PRG), L'Engagement (parti d'Arnaud Montebourg), L'Écologie populaire, la Nouvelle Gauche socialiste (NGS) de Liêm Hoang-Ngoc et Les Socialistes[42], qui présente 81 candidats[43] ;
- Écologie au centre de Jean-Marc Governatori, qui présente 252 candidats[44],[43], avec Cap21 de Corinne Lepage, le Front vert, 100 % la force éco-citoyenne, Génération animal[45],[46], le Mouvement des progressistes et Liberté Écologie Fraternité[47] ;
- Tous unis pour le vivant, coalition réunissant le Mouvement écologiste indépendant, Le Trèfle - Les nouveaux écologistes, le Mouvement hommes animaux nature, le Mouvement pour les animaux, L'Écologie autrement et France Écologie, présente 180 candidats[46],[48] ;
- Les écologistes avec la majorité présidentielle, coalition de l'Alliance centriste et de l'Union des centristes et des écologistes (scission de l'Union des démocrates et des écologistes) qui présente 82 candidats[49], dont des dissidents de la majorité présidentielle et des députés sortants non-réinvestis[46] ;
- Ensemble pour les libertés, parti fondé par la députée ex-LREM Martine Wonner[50], présente 28 candidats[46] ;
- le Parti ouvrier indépendant démocratique (POID, scission du POI), qui présente 115 candidats[43], tout en appelant à voter au second tour pour le candidat de la NUPES « selon son identité »[51] ;
- Lutte ouvrière, parti trotskiste qui présente 553 candidats[52] ;
- le Parti animaliste, qui présente 421 candidats[46] ;
- le Parti pirate, qui présente 95 candidats[53] ;
- Volt France, la branche française du parti pan-européen Volt Europa, qui présente 17 candidats[54] ;
- Espoir RIC 2022, dont la porte-parole est Clara Egger[55] ;
- l'Union des démocrates musulmans français (UDMF), qui présente 84 candidats[46] ;
- Le Mouvement de la ruralité (LMR), anciennement Chasse, pêche, nature et traditions (CPNT), qui présente 92 candidats[43],[46] ;
- Résistons, parti de Jean Lassalle[46] ;
- Régions et peuples solidaires (R&PS), coalition des partis régionalistes Sabaudia[56], Mouvement Région Savoie, Partit occitan, Unser Land, Union démocratique bretonne, Femu a Corsica et Partitu di a Nazione Corsa[57] ;
- Pays Unis, fédération de partis régionalistes, avec le Parti Breton[46], Bastir Occitanie, le Parti lorrain, le Parti nationaliste basque, le Parti de la nation occitane et Prouvènço Nacioun ;
- Le Nouveau Parti anticapitaliste (NPA) présente 17 candidats[43]. Dans la majorité des autres circonscriptions où il n'est pas présent, il soutient le candidat de la NUPES dès le premier tour, avec pour condition qu'il soit « en rupture avec la politique libérale »[58] ;
- Place publique salue et soutient le rassemblement de la gauche et des écologistes au sein de la NUPES sans occulter leurs divergences. Place publique décide donc de ne pas présenter de candidats et candidates face à elle, à l'exception de 8 circonscriptions dans une démarche de complémentarité[59].

### Campagne audiovisuelle
Le code électoral prévoit que les partis politiques représentés par un groupe parlementaire à l'Assemblée nationale disposent, au total, de deux heures d’émission pour le premier tour (une heure pour le second). Ce temps est réparti entre les groupes au prorata de leur nombre de députés.
Les partis politiques non représentés à l’Assemblée nationale, mais auxquels au moins 75 candidats ont indiqué se rattacher, dans leur déclaration de candidature, peuvent aussi avoir accès aux émissions de campagne électorale.
Pour les élections législatives 2022, une liste de 20 partis ou groupements politiques a ainsi été établie par arrêté publié au Journal officiel du 24 mai 2022.
L'Autorité de régulation de la communication audiovisuelle et numérique (Arcom) établit les temps (durée et nombre) d'émission pour chaque parti. La décision de l'Arcom a été publiée au Journal officiel du 26 mai 2022.
Aux principaux partis et coalitions (Ensemble ; Europe Écologie Les Verts ; La France insoumise ; Les Républicains ; Parti communiste français ; Parti socialiste ; Rassemblement national ; Reconquête ; Union des démocrates et indépendants) s'ajoutent ainsi, pour la campagne télévisée :
- Alliance centriste
- Écologie au centre
- Gauche républicaine et socialiste
- Mouvement écologiste indépendant
- Le Mouvement de la ruralité
- Les Patriotes
- Lutte ouvrière
- Parti animaliste
- Parti ouvrier indépendant démocratique
- Parti pirate
- Régions et peuples solidaires

## Campagne

### Union de la gauche

Logo de la coalition de gauche : Nouvelle Union populaire écologique et sociale.

Alors qu'il était pressenti pour se retirer de la vie politique après sa défaite, Jean-Luc Mélenchon appelle durant l'entre-deux-tours de l'élection présidentielle les Français à « l'élire Premier ministre ». Si cette demande n'est pas conforme stricto sensu à la Constitution, qui laisse théoriquement le choix du Premier ministre au président de la République, il souhaite imposer à Emmanuel Macron une situation de cohabitation avec une majorité à gauche.
Dans la foulée de l'élection présidentielle, des négociations sont engagées à gauche afin de former une coalition autour de La France insoumise. Alors que l'union de la gauche, souhaitée par une majorité des sympathisants de gauche, avait échoué pour la présidentielle, elle apparaît de nouveau possible en vue des législatives. LFI exclut dans un premier temps le Parti socialiste de la future coalition, mais change finalement d'avis après que ce dernier a voté pour entamer des négociations, par la volonté du Premier secrétaire, Olivier Faure.
Un accord de coalition entre LFI et EÉLV est validé le 1er mai, journée internationale des travailleurs. Il prévoit l'attribution d'une centaine de circonscriptions au parti écologiste. Un accord est trouvé sur la question de la désobéissance aux traités européens, point de tension majeure entre LFI et la gauche social-démocrate. LFI accepte par ailleurs d'amender le nom de la coalition : l'Union Populaire devient la Nouvelle Union Populaire Écologique et Sociale (NUPES). Le PCF, qui avait d'abord jugé inacceptable les exigences de LFI, signe à son tour l'accord le 3 mai. Les discussions se poursuivent avec le PS et causent des dissensions en interne, du fait d'un courant minoritaire, alliant les « éléphants » du PS et la ligne Delga / Hidalgo. De nombreux élus locaux du parti se prononcent néanmoins pour un accord. L'ancien président François Hollande se montre très critique envers cette alliance, tandis que certains cadres en retrait comme l'ancien Premier ministre Bernard Cazeneuve menacent de quitter le parti. Le 5 mai, le conseil national du PS approuve l'accord et rejoint la NUPES. En revanche, le NPA annonce qu'il ne rejoint pas la NUPES, ne pouvant « valider un tel accord incluant le Parti socialiste et sur la base des propositions qui ont été faites ».
Le 7 mai, une grande convention a lieu à Aubervilliers pour sceller cette alliance programmatique et électorale et lancer la campagne des législatives.
Le 19 mai, la NUPES présente les 650 propositions de son Programme partagé de gouvernement de la Nouvelle Union populaire écologique et sociale.
Le 7 juin 2022, le Conseil d'État décide que le ministère de l'Intérieur doit prendre en compte la NUPES comme une nuance politique unique dans la présentation des résultats.

### Union de la droite et du centre
À la droite de l'échiquier politique, le parti Les Républicains (LR) renouvelle la coalition de l'Union de la droite et du centre (UDC) avec ses alliés, l'Union des démocrates et indépendants (UDI) et Les Centristes (LC). Lors d'un Congrès national organisé le 7 mai, le président de LR, Christian Jacob dévoile ainsi un accord prévoyant des désistements mutuels entre les trois formations, dont 457 candidats investis par LR, 59 par l'UDI, 26 par LC et un par Libertés et territoires,. Affaibli par son faible score à l'élection présidentielle et les défections vers la majorité présidentielle, le parti LR a tenté de préserver son unité en faisant signer, début mai, à ses cadres et à l’ensemble de ses candidats une charte défendant l’idée d’une alternance « solide, crédible et essentielle ». Pour ne froisser aucune des lignes qui cohabitent au sein du parti, aucun programme n’a été défini pour ce scrutin.

### Désunion de l'extrême droite
Après sa défaite au second tour de l'élection présidentielle, Marine Le Pen reprend la rhétorique d'un « troisième tour » aux législatives en annonçant poursuivre son engagement dans la « bataille des législatives ». Avec le rejet de l'« Union des droites » avancée par Éric Zemmour, Reconquête présente 550 candidats sous son étiquette, parmi lesquels — selon son site web — 176 sont issus de LR, 159 du RN, 158 de la société civile et 57 de trois petits partis qu'il parvient à rallier à lui courant mai : le Centre national des indépendants et paysans de Bruno North, Via, la voie du peuple de Jean-Frédéric Poisson et le Mouvement conservateur de Laurence Trochu,. Aucun de ses candidats ne parvient au deuxième tour. De leur côté, les partis Debout la France, Les Patriotes et Génération Frexit, menées respectivement par Nicolas Dupont-Aignan, Florian Philippot et Charles-Henri Gallois forment la coalition Union pour la France (UPF), dont Dupont-Aignan est le seul candidat présent au second tour. Plus de 200 candidats du Rassemblement national font campagne pour le second tour.

### «Confédération» de la majorité présidentielle

Logo de la coalition de la majorité présidentielle : Ensemble

La création d'un grand parti centriste voulue par Emmanuel Macron se heurte au refus du MoDem de François Bayrou et du mouvement Horizons d'Édouard Philippe. Les relations sont d'ailleurs tendues avec le maire du Havre, qui dispute des investitures à La République en marche.
Le 5 mai, les partis de la majorité présidentielle déjà alliés au sein d'Ensemble citoyens (dont en premier lieu LREM, le MoDem et Horizons) annoncent la transformation de cette alliance en une « confédération », Ensemble, pour conduire les élections législatives. Les candidats uniques se présenteront tous sous l'étiquette « Ensemble ! majorité présidentielle ». Une fois élus, les députés intègreront à l'Assemblée nationale l’un des trois groupes des principales formations d'Ensemble à savoir Renaissance, Mouvement démocrate et Horizons. Toutefois, la majorité doit affronter des candidatures dissidentes dans plusieurs circonscriptions, entraînant l'exclusion de 91 de ses membres.

### Période officielle

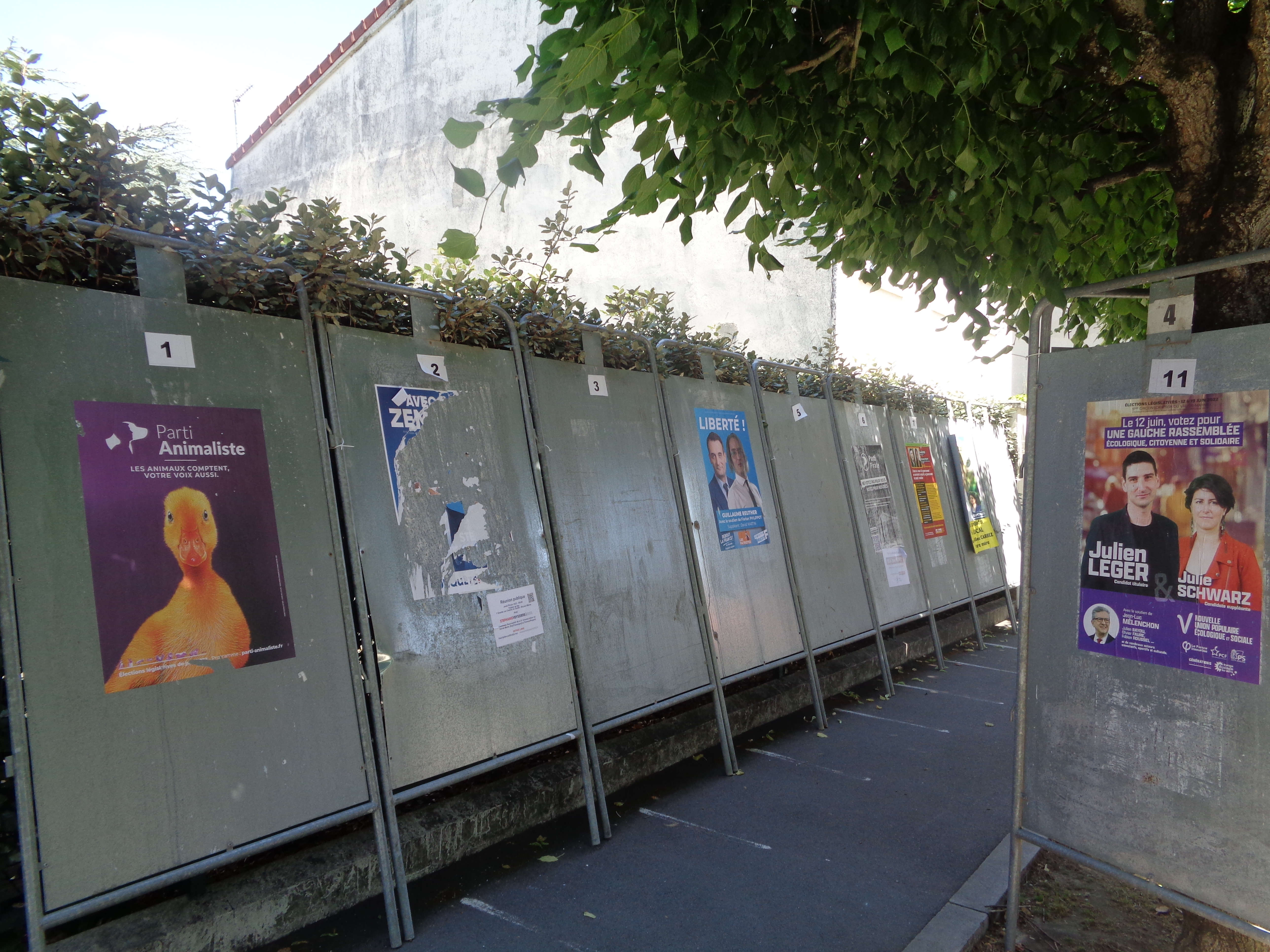
Affiches de campagne dans la cinquième circonscription du Val-de-Marne.

La période de campagne officielle pour le premier tour démarre le deuxième lundi précédant le premier tour, soit le 30 mai, et s'achève le 10 juin à minuit. Au cours de cette période, la loi impose aux médias audiovisuels d'offrir un temps de parole strictement égal à chaque candidat. Ces derniers disposent sur les chaînes publiques d’une durée égale de 48 minutes pour diffuser leurs messages vidéos de campagne électorale, répartie en onze fois une minute trente et neuf fois trois minutes trente.
Est également garanti l'affichage de la propagande électorale sur les panneaux prévus à cet effet dans le domaine public, ainsi que l'acheminement des professions de foi des candidats aux électeurs. À l'inverse de la présidentielle, les candidats se voient remboursés ces dépenses de campagnes qu'ils aient atteint 5 % des suffrages exprimés ou non.
Lors des dernières semaines avant le premier tour, les sondages donnent Ensemble et la Nouvelle Union populaire écologique et sociale en tête, au coude à coude, et les projections en sièges des différents instituts indiquent qu'Ensemble pourrait perdre la majorité absolue,,. Il est supposé que les mauvais sondages résultent des controverses concernant la nomination de Damien Abad et les incidents lors de la finale de la Ligue des Champions le 28 mai au Stade de France. Emmanuel Macron, les membres du gouvernement et de sa majorité concentrent alors leurs attaques contre la NUPES et son programme, commettant au passages quelques approximations, erreurs et fake news,,,. Durant l'entre-deux-tours, une prise de parole improvisée du chef de l'État au tarmac d'Orly, est ultérieurement décrite comme contre-productive.
Au cours de la campagne du second tour, Ensemble est vivement critiqué en raison de consignes de vote jugées ambigües dans les circonscriptions opposant la NUPES au RN au second tour, la Première ministre Élisabeth Borne renvoyant notamment dos à dos « les extrêmes » et voulant prendre les décisions de consigne « au cas par cas ». Emmanuel Macron lui-même ne donne aucune consigne, un comportement vivement critiqué par les membres de la NUPES qui ont appelé à faire barrage en sa faveur lors du scrutin présidentiel deux mois auparavant.

## Candidats
Un total de 6 293 candidats se présentent aux élections législatives, dont cinq candidats à l'élection présidentielle de 2022 : Marine Le Pen, Éric Zemmour, Fabien Roussel, Nicolas Dupont-Aignan et Nathalie Arthaud.
La plus jeune candidate est Raphaëlle Rosa, candidate Les Républicains pour la huitième circonscription de la Moselle. Au moment de l'élection, elle a 18 ans et passe son baccalauréat.
La doyenne des candidats est Monique Peltriaux. À 93 ans, elle est investie par la formation l'Écologie au centre dans la troisième circonscription des Ardennes,.

### Membres du gouvernement
Quinze membres du gouvernement Élisabeth Borne se présentent, dont la Première ministre dans la sixième circonscription du Calvados.

### Ex-ministres du premier quinquennat Macron

#### Ex-ministres réélus
- Barbara Pompili se représente dans la deuxième circonscription de la Somme. Elle est réélue avec 53,13 % des voix[107].
- Joël Giraud se représente dans la deuxième circonscription des Hautes-Alpes. Il est réélu avec 56,58 % des voix[108].
- Geneviève Darrieussecq se représente dans la première circonscription des Landes. Elle est réélue avec 55,81 % des voix[109].
- Brigitte Klinkert se présente pour la première fois dans la première circonscription du Haut-Rhin. Elle est élue avec 50,21 % des voix[110].
- Nadia Hai se présente dans la septième circonscription des Yvelines. Elle avait été élue dans la onzième circonscription en 2017. Elle est élue avec 55,78 % des voix[111].
- Sarah El Haïry se représente dans la cinquième circonscription de la Loire-Atlantique. Elle est réélue avec 54,41 % des voix[112].
- Stéphane Travert se représente dans la troisième circonscription de la Manche. Il est réélu avec 56,13 % des voix[113].

#### Ex-ministres battus au second tour
- Bérangère Abba se représente dans la première circonscription de la Haute-Marne. Elle est battue avec 48,75 % des voix[114].
- Christophe Castaner se représente dans la deuxième circonscription des Alpes-de-Haute-Provence. Il est battu avec 48,52 % des voix[115].
- Roxana Maracineanu se présente pour la première fois dans la septième circonscription du Val-de-Marne. Elle est battue avec 49,70 % des voix[116].
- Élisabeth Moreno se présente pour la première fois dans la neuvième circonscription des Français établis hors de France. Elle est battue avec 45,93 % des voix[117].
- Laurent Pietraszewski se représente dans la onzième circonscription du Nord. Il est battu avec 43,73 % des voix[118].
- Richard Ferrand se représente dans la sixième circonscription du Finistère. Il est battu avec 49,14 % des voix[119]. Il était Président de l'Assemblée nationale.

#### Ex-ministres éliminés dès le premier tour
- Jean-Michel Blanquer se présente pour la première fois dans la quatrième circonscription du Loiret. Il arrive en troisième position au premier tour, avec 18,9 % des voix.
- Emmanuelle Wargon se présente pour la première fois dans la huitième circonscription du Val-de-Marne. Elle arrive en troisième position au premier tour, avec 18,9 % des voix.
- Nathalie Élimas se représente dans la sixième circonscription du Val-d'Oise. C'est la seule ex-membre d'un gouvernement sous le quinquennat d’Emmanuel Macron à se présenter sans l'investiture Ensemble. Elle arrive en cinquième position au premier tour, avec 8,6 % des voix.

### Députés sortants éliminés dès le premier tour
66 députés sortants sont éliminés dès le premier tour de l'élection :
- Saïd Ahamada (7e circonscription des Bouches-du-Rhône)[121].
- Ramlati Ali (1re circonscription de Mayotte)[122].
- Julien Aubert (5e circonscription de Vaucluse)[123].
- Valérie Beauvais (1re circonscription de la Marne)[124].
- Philippe Benassaya (11e circonscription des Yvelines).
- Pascal Bois (3e circonscription de l'Oise)[125].
- Pascal Brindeau (3e circonscription de Loir-et-Cher).
- Guillaume Chiche (1re circonscription des Deux-Sèvres).
- Jean-Michel Clément (3e circonscription de la Vienne).
- Yolaine de Courson (4e circonscription de la Côte-d'Or)[126].
- Olivier Damaisin (3e circonscription de Lot-et-Garonne)[127].
- Catherine Daufès-Roux (5e circonscription du Gard)[128].
- Christophe Di Pompeo (3e circonscription du Nord)[129].
- Jean-François Eliaou (4e circonscription de l'Hérault)[130].
- Nathalie Élimas (6e circonscription du Val-d'Oise).
- M'jid El Guerrab (9e circonscription des Français établis hors de France).
- Nadia Essayan (2e circonscription du Cher)[131].
- Christophe Euzet (7e circonscription de l'Hérault)[132].
- Claude de Ganay (3e circonscription du Loiret)[133].
- Brahim Hammouche (8e circonscription de la Moselle)[134].
- Danièle Hérin (1re circonscription de l'Aude)[135].
- Myriane Houplain (10e circonscription du Pas-de-Calais).
- Philippe Huppé (5e circonscription de l'Hérault)[136].
- Sébastien Huyghe (5e circonscription du Nord)[137].
- Claire Javois Guion-Firmin (circonscription de Saint-Barthélemy et Saint-Martin)[138].
- Christophe Jerretie (1re circonscription de la Corrèze)[139].
- Stéphanie Kerbarh (9e circonscription de la Seine-Maritime)[140].
- Anissa Khedher (7e circonscription du Rhône)[141].
- Rodrigue Kokouendo (7e circonscription de Seine-et-Marne)[142].
- Aina Kuric (2e circonscription de la Marne)[143].
- Grégory Labille (5e circonscription de la Somme).
- Jérôme Lambert (3e circonscription de la Charente)[144].
- Guillaume Larrivé (1re circonscription de l'Yonne)[123].
- Richard Lioger (3e circonscription de la Moselle)[145].
- Patrick Loiseau (2e circonscription de Vendée).
- Alexandra Louis (3e circonscription des Bouches-du-Rhône)[121].
- Sophie Métadier (3e circonscription d'Indre-et-Loire)[146].
- Philippe Meyer (6e circonscription du Bas-Rhin)[147].
- Živka Park (9e circonscription du Val-d'Oise).
- Guillaume Peltier (2e circonscription de Loir-et-Cher)[148].
- Sylvia Pinel (2e circonscription de Tarn-et-Garonne).
- Nathalie Porte (3e circonscription du Calvados)[149].
- Benoît Potterie (8e circonscription du Pas-de-Calais)[150].
- Didier Quentin (5e circonscription de la Charente-Maritime).
- Bruno Questel (4e circonscription de l'Eure)[151].
- Nadia Ramassamy (6e circonscription de La Réunion).
- Muriel Ressiguier (2e circonscription de l'Hérault)[152].
- Bernard Reynès (15e circonscription des Bouches-du-Rhône)[153].
- Mireille Robert (3e circonscription de l'Aude)[135].
- Muriel Roques-Étienne (1re circonscription du Tarn).
- Nicole Sanquer (2e circonscription de la Polynésie française)[154].
- Antoine Savignat (1re circonscription du Val-d'Oise).
- Benoît Simian (5e circonscription de la Gironde)[155].
- Valérie Six (7e circonscription du Nord)[156].
- Joachim Son-Forget (6e circonscription des Français établis hors de France)[157].
- Sira Sylla (4e circonscription de la Seine-Maritime).
- Agnès Thill (2e circonscription de l'Oise)[158].
- Sylvie Tolmont (4e circonscription de la Sarthe).
- Laurence Trastour-Isnart (6e circonscription des Alpes-Maritimes)[159].
- Nicole Trisse (5e circonscription de la Moselle)[134].
- Stéphane Trompille (4e circonscription de l'Ain)[160].
- Laurence Vanceunebrock (2e circonscription de l'Allier)[161].
- Michel Vialay (8e circonscription des Yvelines)[162].
- Martine Wonner (4e circonscription du Bas-Rhin).
- Souad Zitouni (1re circonscription de Vaucluse).
- Michel Zumkeller (2e circonscription du Territoire de Belfort).

### Députés sortants réélus dès le premier tour
- Alexis Corbière (7e circonscription de la Seine-Saint-Denis) avec 62,94 % des voix[163].
- Yannick Favennec Becot (3e circonscription de la Mayenne) avec 57,14 % des voix[164].
- Danièle Obono (17e circonscription de Paris) avec 57,07 % des voix[165].

### Députés sortants réélus au second tour hors investiture Ensemble ou NUPES
La NUPES et la coalition présidentielle Ensemble ont fait face à un nombre important de dissidents, selon les calculs du collectif de chercheurs Legis-2022. Les 80 dissidents de la NUPES ont en moyenne récolté 9 % contre 26 % pour les investis et seuls 8 se sont qualifiés contre près de 400. La plupart des dissidences sont issues de militants PS ou ex-PS. Les dissidents d’Ensemble ont pour leur part fait un score moyen de 5 %, contre 26 % pour les investis, seuls 2 se qualifiant, battus tous les deux, alors que ce fut le cas de 417 candidats Ensemble[pas clair]. Dans une dizaine de circonscriptions, le total des voix du candidat NUPES et du dissident aurait permis à l'un ou à l'autre de se qualifier et c'est aussi le cas d'une quinzaine de circonscriptions pour Ensemble.
Le Parti socialiste avait préinvesti plus de 400 candidats avant son accord avec la NUPES, que certains n'ont pas accepté, maintenant leurs candidatures. A émergé ainsi le projet d'un "autre groupe de gauche à l'Assemblée nationale" face à la NUPES, intégrant les socialistes "dissidents", le Parti radical de gauche (PRG), et "des socialistes investis NUPES mais qui ne s'en revendiquent pas", parmi lesquelles Valérie Rabault, présidente des députés socialistes entre 2017 et 2022, qui en mai 2022 s'est opposée à l'accord électoral entre le PS et La France insoumise. Ce projet de groupe parlementaire incarne la ligne Delga / Hidalgo, active pendant la présidentielle, devenue courant minoritaire anti-Nupes alliés aux « éléphants » du PS.
Sur la trentaine de députés PS sortants, sept ont choisi cette "dissidence" dont cinq ont été battus[réf. nécessaire].
En 2022, la presse a recensé 70 candidatures "dissidentes", soit autant que de candidats PS investis par la NUPES. Sébastien Vincini, secrétaire national du PS, a précisé que certains se sont mis eux-mêmes en retrait du PS et que les autres "seront exclus", ce qui a été contesté en justice.
Selon la direction du PS, 19 ont décidé de faire bénéficier les financements politiques générés par leur candidature au Parti radical de gauche (PRG). Ils se présentent surtout dans le Sud-Ouest, où le PS, réalise régulièrement ses meilleurs scores, notamment quinze en région Occitanie, présidée par Carole Delga. Les "dissidents" sont aussi 4 en Moselle, 4 en Dordogne et une à Paris. Parmi eux aussi, trois proches du maire PS de Rouen , et quatre du maire du Mans, Stéphane Le Foll, ex-directeur de cabinet de l’ex-président François Hollande, qui a soutenu la dissidente Annick Taysse dans son fief de Corrèze.
Selon le politologue Jérôme Jaffré ces dissidents « sont presque toujours éliminés » au 1er tour. D'anciens députés PS sortants sont ainsi battus, Lamia El Aarajedans la 15e circonscription de Paris ou Sylvie Tolmont dans l’ancienne circonscription de Stéphane Le Foll. Trois sont réélus, dont un qui avait cependant été réinvesti par la NUPES avant sa réélection et un autre qui n'avait pas de candidat de la majorité présidentielle en face. Olivier Falorni, réélu dans la première circonscription de la Charente-Maritime (La Rochelle - Ile de Ré), était adhérent du PRG exclu du PS depuis sa première candidature dissidente contre Ségolène Royal dans les années 2010.
- David Habib, face à qui la majorité présidentielle n'a pas investi de candidat[173], a battu Jean-François Baby de la Nupes[174] dans la troisième circonscription des Pyrénées-Atlantiques.
- David Taupiac dans la deuxième circonscription du Gers a battu la candidate d’Ensemble Maëva Bourcier, tandis que la candidate socialiste investie par la NUPES Françoise Dubos a fini à la troisième place. Bien qu'il n'ait plus sa carte au parti, le PS l'a soutenu au second tour[172].

## Sondages et projections

### Premier tour
| Sondeur | Date              | Échantillon | LO-NPA          | NUPES             | NUPES             | NUPES             | NUPES             | DVG-FGR         | ECO        | DVC             | Ensemble (LREM-MoDem-Horizons-Agir) | UDC (LR-UDI)      | DVD             | UPF (DLF-LP) | RN                | REC             | PA    | REG             | Autres                  | DIV             |
| --- | ----------------- | ----------- | --------------- | ----------------- | ----------------- | ----------------- | ----------------- | --------------- | ---------- | --------------- | ----------------------------------- | ----------------- | --------------- | ------------ | ----------------- | --------------- | ----- | --------------- | ----------------------- | --------------- |
| Sondeur | Date              | Échantillon | LO-NPA          |                   |                   |                   |                   | DVG-FGR         | ECO        | DVC             | Ensemble (LREM-MoDem-Horizons-Agir) | UDC (LR-UDI)      | DVD             | UPF (DLF-LP) | RN                | REC             | PA    | REG             | Autres                  | DIV             |
| Sondeur | Date              | Échantillon | LO-NPA          | PCF               | LFI               | EELV              | PS                | DVG-FGR         | ECO        | DVC             | Ensemble (LREM-MoDem-Horizons-Agir) | UDC (LR-UDI)      | DVD             | UPF (DLF-LP) | RN                | REC             | PA    | REG             | Autres                  | DIV             |
| Sondeur | Date              | Échantillon |                 |                   |                   |                   |                   |                 |            |                 |                                     |                   |                 |              |                   |                 |       |                 |                         |                 |
| Résultats : décompte officiel (décompte du Monde)                                                                      | 12 juin 2022      | 22 744 708  | 1,17 % (1,19 %) | 25,66 % (26,16 %) | 25,66 % (26,16 %) | 25,66 % (26,16 %) | 25,66 % (26,16 %) | 3,70 % (3,30 %) | 2,67 % (–) | 1,25 % (1,30 %) | 25,75 % (25,80 %)                   | 11,29 % (11,30 %) | 2,33 % (1,92 %) | –            | 18,68 % (18,68 %) | 4,24 % (4,25 %) | –     | 1,28 % (1,09 %) | 1,13 % (1,21 %) DSV-DXD | 0,85 % (3,80 %) |
| Arrêt de publication des sondages pour le premier tour (11 juin 2022).                                                 |                   |             |                 |                   |                   |                   |                   |                 |            |                 |                                     |                   |                 |              |                   |                 |       |                 |                         |                 |
| Ipsos | 10 juin           | 8 159       | 1 %             | 27 %              | 27 %              | 27 %              | 27 %              | 3 %             | 2,5 %      | 0,5 %           | 28 %                                | 11 %              | 11 %            | 1 %          | 19 %              | 5,5 %           | –     | –               | –                       | 1 %             |
| Harris Interactive | 8-10 juin         | 2 424       | 1 %             | 26 %              | 26 %              | 26 %              | 26 %              | 4 %             | –          | 1 %             | 26 %                                | 10 %              | 1 %             | 2 %          | 20 %              | 6 %             | 2 %   | –               | –                       | 1 %             |
| Ipsos | 8-9 juin          | 1 881       | 1 %             | 27 %              | 27 %              | 27 %              | 27 %              | 3 %             | 2,5 %      | 0,5 %           | 28 %                                | 11,5 %            | 11,5 %          | –            | 19,5 %            | 5 %             | –     | –               | 1 % DSV                 | 1 %             |
| Ifop | 8-9 juin          | 1 831       | 1 %             | 26,5 %            | 26,5 %            | 26,5 %            | 26,5 %            | 3,5 %           | –          | –               | 26 %                                | 10 %              | 2 %             | 1,5 %        | 19 %              | 5,5 %           | –     | –               | –                       | 5 %             |
| Elabe | 8-9 juin          | 2 000       | 1,5 %           | 26,5 %            | 26,5 %            | 26,5 %            | 26,5 %            | 3 %             | –          | –               | 27 %                                | 11 %              | 1 %             | –            | 19,5 %            | 4,5 %           | –     | –               | 1,5 % DSV-EXD           | 4,5 %           |
| Cluster17 | 7-9 juin          | 2 484       | 0,5 %           | 29,5 %            | 29,5 %            | 29,5 %            | 29,5 %            | 2,5%            | –          | –               | 26%                                 | 10,5 %            | 10,5 %          | 1,5 %        | 17,5 %            | 5,5 %           | 1,5 % | 1 %             | 1 % LMR                 | 3 %             |
| OpinionWay | 5-8 juin          | 3 232       | 1 %             | 25 %              | 25 %              | 25 %              | 25 %              | 3 %             | 1 %        | –               | 28 %                                | 11 %              | 1 %             | 1 %          | 18 %              | 6 %             | 2 %   | –               | –                       | 3 %             |
| YouGov | 1-8 juin          | 3 568       | 2 %             | 25 %              | 25 %              | 25 %              | 25 %              | –               | –          | –               | 26 %                                | 9 %               | –               | 1 %          | 21 %              | 8 %             | 1 %   | –               | –                       | 7 %             |
| Ipsos | 6-7 juin          | 2 000       | 1,5%            | 28 %              | 28 %              | 28 %              | 28 %              | 2,5 %           | 2,5 %      | 0,5 %           | 27 %                                | 11 %              | 11 %            | 1 %          | 19,5 %            | 6 %             | –     | –               | –                       | 1%              |
| Ipsos | 3-6 juin          | 11 247      | 1 %             | 27,5 %            | 27,5 %            | 27,5 %            | 27,5 %            | 2 %             | 2,5 %      | 0,5 %           | 28 %                                | 11 %              | 11 %            | 1 %          | 20 %              | 5,5 %           | –     | –               | –                       | 1 %             |
| Ifop | 3-6 juin          | 1 840       | 1 %             | 26 %              | 26 %              | 26 %              | 26 %              | 3,5 %           | –          | –               | 25 %                                | 11 %              | 2 %             | 1 %          | 21 %              | 5 %             | –     | –               | –                       | 4,5 %           |
| Harris Interactive | 3-6 juin          | 2 355       | 2 %             | 24 %              | 24 %              | 24 %              | 24 %              | 5 %             | –          | 1 %             | 26 %                                | 10 %              | 1 %             | 2 %          | 20 %              | 6 %             | 2 %   | –               | –                       | 1 %             |
| Premier tour à l'étranger et en Polynésie française (5 juin 2022).                                                     |                   |             |                 |                   |                   |                   |                   |                 |            |                 |                                     |                   |                 |              |                   |                 |       |                 |                         |                 |
| Cluster17 | 30 mai - 1er juin | 2 586       | 1 %             | 31 %              | 31 %              | 31 %              | 31 %              | –               | –          | –               | 27%                                 | 10 %              | 10 %            | 2 %          | 19 %              | 5 %             | 1,5 % | 1,5 %           | 0,5 % LMR               | 2,5 %           |
| Elabe | 30 mai - 1er juin | 2 000       | 1,5 %           | 25 %              | 25 %              | 25 %              | 25 %              | 2,5 %           | –          | –               | 24,5 %                              | 12,5 %            | 1,5 %           | –            | 22 %              | 4,5 %           | –     | –               | 1,5 % DSV-EXD           | 4,5 %           |
| OpinionWay | 28 - 31 mai       | 3 008       | 1 %             | 26 %              | 26 %              | 26 %              | 26 %              | 2 %             | 2 %        | –               | 27 %                                | 11 %              | 1 %             | 1 %          | 20 %              | 6 %             | 1 %   | –               | –                       | 2 %             |
| Début de la campagne électorale officielle en vue du premier tour (30 mai 2022).                                       |                   |             |                 |                   |                   |                   |                   |                 |            |                 |                                     |                   |                 |              |                   |                 |       |                 |                         |                 |
| Harris Interactive | 27-30 mai         | 2 371       | 2 %             | 24 %              | 24 %              | 24 %              | 24 %              | 4 %             | –          | 1 %             | 27 %                                | 9 %               | 1 %             | 1 %          | 21 %              | 7 %             | 2 %   | –               | –                       | 1 %             |
| Ifop | 25-28 mai         | 1 796       | 1 %             | 25 %              | 25 %              | 25 %              | 25 %              | 4 %             | –          | –               | 27 %                                | 10 %              | 1 %             | 2 %          | 21 %              | 6 %             | –     | –               | –                       | 3 %             |
| Cluster17 | 24-26 mai         | 2 489       | 0,5 %           | 30 %              | 30 %              | 30 %              | 30 %              | –               | –          | –               | 26 %                                | 10,5 %            | 10,5 %          | 1,5 %        | 19 %              | 6 %             | 2 %   | 0,5 %           | 0,5 % LMR               | 3,5 %           |
| OpinionWay | 19-24 mai         | 2 845       | 2 %             | 25 %              | 25 %              | 25 %              | 25 %              | 3 %             | 2 %        | –               | 26 %                                | 11 %              | –               | 3 %          | 21 %              | 5 %             | 2 %   | –               | –                       | –               |
| Harris Interactive | 20-23 mai         | 2 331       | 3 %             | 28 %              | 28 %              | 28 %              | 28 %              | –               | –          | –               | 26 %                                | 9 %               | 9 %             | 2 %          | 21 %              | 7 %             | –     | –               | –                       | 4 %             |
| Cluster17 | 17-19 mai         | 2 950       | 0,5 %           | 31 %              | 31 %              | 31 %              | 31 %              | –               | –          | –               | 26 %                                | 9 %               | 9 %             | 2 %          | 20 %              | 5,5 %           | 1 %   | 1,5 %           | 0,5 % LMR               | 3 %             |
| Ipsos | 16-19 mai         | 11 427      | 1 %             | 27 %              | 27 %              | 27 %              | 27 %              | 3 %             | –          | –               | 28 %                                | 9 %               | 1 %             | 1 %          | 21 %              | 6 %             | –     | –               | –                       | 3 %             |
| Elabe | 16-18 mai         | 1 668       | 2 %             | 27,5 %            | 27,5 %            | 27,5 %            | 27,5 %            | –               | –          | –               | 27 %                                | 10 %              | 10 %            | 1 %          | 21,5 %            | 5 %             | –     | –               | –                       | 6 %             |
| OpinionWay | 14-18 mai         | 3 022       | 2 %             | 24 %              | 24 %              | 24 %              | 24 %              | 3 %             | 2 %        | –               | 27 %                                | 11 %              | –               | 2 %          | 22 %              | 5 %             | 2 %   | –               | –                       | –               |
| Élisabeth Borne est nommée à la fonction de Premier ministre, à la suite de la démission de Jean Castex (16 mai 2022). |                   |             |                 |                   |                   |                   |                   |                 |            |                 |                                     |                   |                 |              |                   |                 |       |                 |                         |                 |
| Ifop | 13-16 mai         | 1 884       | 1,5 %           | 27 %              | 27 %              | 27 %              | 27 %              | –               | –          | –               | 26 %                                | 11 %              | –               | 2,5 %        | 23 %              | 6 %             | –     | –               | –                       | 3 %             |
| Ifop | 13-16 mai         | 1 884       | 1 %             | 2 %               | 16 %              | 7 %               | 6 %               | –               | –          | –               | 26 %                                | 10 %              | –               | 2 %          | 22 %              | 7 %             | –     | –               | –                       | 1 %             |
| Harris Interactive | 13-16 mai         | 2 393       | 3 %             | 29 %              | 29 %              | 29 %              | 29 %              | –               | –          | –               | 26 %                                | 10 %              | 10 %            | 1 %          | 23 %              | 5 %             | –     | –               | –                       | 3 %             |
| Cluster17 | 10-12 mai         | 2 925       | 1 %             | 31 %              | 31 %              | 31 %              | 31 %              | –               | –          | –               | 27 %                                | 9,5 %             | 9,5 %           | 2 %          | 19 %              | 5,5 %           | –     | 1 %             | –                       | 4 %             |
| Ifop | 6-9 mai           | 1 691       | 1,5 %           | 28 %              | 28 %              | 28 %              | 28 %              | –               | –          | –               | 27 %                                | 11 %              | –               | 2 %          | 22 %              | 6,5 %           | –     | –               | –                       | 2 %             |
| Ifop | 6-9 mai           | 1 691       | 1 %             | 2 %               | 18 %              | 6,5 %             | 5,5 %             | –               | –          | –               | 26 %                                | 11 %              | –               | 2 %          | 21 %              | 6 %             | –     | –               | –                       | 1 %             |
| Harris Interactive | 6-9 mai           | 2 406       | 3 %             | 28 %              | 28 %              | 28 %              | 28 %              | –               | –          | –               | 26 %                                | 9 %               | 9 %             | 1 %          | 24 %              | 6 %             | –     | –               | –                       | 3 %             |
| OpinionWay | 5-9 mai           | 3 077       | 2 %             | 23 %              | 23 %              | 23 %              | 23 %              | 3 %             | 2 %        | –               | 26 %                                | 12 %              | –               | 2 %          | 23 %              | 5 %             | 2 %   | –               | –                       | –               |
| LREM, le MoDem, Horizons et Agir forment la coalition Ensemble (5 mai 2022).                                           |                   |             |                 |                   |                   |                   |                   |                 |            |                 |                                     |                   |                 |              |                   |                 |       |                 |                         |                 |
| Cluster17 | 3-5 mai           | 3 619       | 1 %             | 34 %              | 34 %              | 34 %              | 34 %              | 34 %            | –          | –               | 24,5 %                              | 8,5 %             | 8,5 %           | 1,5 %        | 19,5 %            | 5 %             | –     | 2 %             | –                       | 4 %             |
| LFI, EÉLV, le PCF et le PS forment la coalition NUPES (2-5 mai 2022).                                                  |                   |             |                 |                   |                   |                   |                   |                 |            |                 |                                     |                   |                 |              |                   |                 |       |                 |                         |                 |
| Harris Interactive | 29 avril - 2 mai  | 2 366       | 2 %             | 2 %               | 19 %              | 7 %               | 7 %               | 7 %             | –          | –               | 24 %                                | 8 %               | 8 %             | 1 %          | 23 %              | 6 %             | –     | –               | –                       | 1 %             |
| Harris Interactive | 29 avril - 2 mai  | 2 366       | 2 %             | 33 %              | 33 %              | 33 %              | 33 %              | –               | –          | –               | 33 %                                | 33 %              | –               | 30 %         | 30 %              | 30 %            | –     | –               | –                       | 2 %             |
| Cluster17 | 27-28 avril       | 2 714       | 1 %             | 2 %               | 20 %              | 7,5 %             | 5,5 %             | 5,5 %           | –          | –               | 24 %                                | 7,5 %             | 7,5 %           | 2 %          | 21 %              | 6 %             | –     | 1 %             | –                       | 2,5 %           |
| Cluster17 | 27-28 avril       | 2 714       | 1,5 %           | 27 %              | 27 %              | 27 %              | 7 %               | 7 %             | –          | –               | 23 %                                | 9 %               | 9 %             | 2 %          | 21 %              | 6,5 %           | –     | 1 %             | –                       | 2 %             |
| Cluster17 | 27-28 avril       | 2 714       | 1 %             | 34 %              | 34 %              | 34 %              | 34 %              | 34 %            | –          | –               | 24 %                                | 9,5 %             | 9,5 %           | 3 %          | 24 %              | 24 %            | –     | 1,5 %           | –                       | 3 %             |
| Harris Interactive | 24-25 avril       | 2 343       | 1 %             | 3 %               | 19 %              | 8 %               | 5 %               | 5 %             | –          | –               | 24 %                                | 8 %               | 8 %             | 1 %          | 23 %              | 7 %             | –     | –               | –                       | 1 %             |
| Harris Interactive | 24-25 avril       | 2 343       | 2 %             | 33 %              | 33 %              | 33 %              | 33 %              | –               | –          | –               | 33 %                                | 33 %              | –               | 31 %         | 31 %              | 31 %            | –     | –               | –                       | 1 %             |

### Projections en sièges
Le scrutin uninominal majoritaire à deux tours rend difficiles les projections en sièges. 577 sièges sont à pourvoir, la majorité absolue est de 289 sièges.
Le graphique qui aurait dû être présenté ici ne peut pas être affiché car il utilise l'ancienne extension Graph, désactivée pour des questions de sécurité. Des indications pour créer un nouveau graphique avec la nouvelle extension Chart sont disponibles ici.

| Sondeur | Date              | Échantillon | NUPES           | NUPES           | NUPES           | NUPES           | DVG-FGR     | DVC       | Ensemble (LREM-MoDem-Horizons-Agir) | UDC (LR-UDI) | DVD        | UPF (DLF-LP) | RN        | REC       | EXD       | DIV         |
| --- | ----------------- | ----------- | --------------- | --------------- | --------------- | --------------- | ----------- | --------- | ----------------------------------- | ------------ | ---------- | ------------ | --------- | --------- | --------- | ----------- |
| Sondeur | Date              | Échantillon |                 |                 |                 |                 | DVG-FGR     | DVC       | Ensemble (LREM-MoDem-Horizons-Agir) | UDC (LR-UDI) | DVD        | UPF (DLF-LP) | RN        | REC       | EXD       | DIV         |
| Sondeur | Date              | Échantillon | PCF             | LFI             | EELV            | PS              | DVG-FGR     | DVC       | Ensemble (LREM-MoDem-Horizons-Agir) | UDC (LR-UDI) | DVD        | UPF (DLF-LP) | RN        | REC       | EXD       | DIV         |
| Sondeur | Date              | Échantillon |                 |                 |                 |                 |             |           |                                     |              |            |              |           |           |           |             |
| Résultats : décompte officiel (décompte du Monde) (Composition des groupes à l'ouverture de l'Assemblée nationale)     | 20 juin 2022      | 20 695 734  | 131 (142) (151) | 131 (142) (151) | 131 (142) (151) | 131 (142) (151) | 22 (13) (-) | 4 (5) (-) | 245 (246) (250)                     | 64 (64) (62) | 10 (9) (-) | 1 (–) (-)    | 89 (89)   | 0 (0) (-) | 0 (2) (-) | 11 (7) (25) |
| Cluster17 | 17 juin           |             | 170 - 220       | 170 - 220       | 170 - 220       | 170 - 220       | 7 - 10      | 3 - 5     | 230 - 290                           | 65 - 75      | 3 - 5      | –            | 40 - 60   | –         | –         | 4 - 7       |
| Ifop | 16-17 juin        | 1 399       | 160 - 190       | 160 - 190       | 160 - 190       | 160 - 190       | 5 - 10      | –         | 270 - 300                           | 50 - 70      | 6 - 8      | –            | 25 - 45   | –         | –         | 5 - 9       |
| Ipsos | 15-16 juin        | 1 991       | 140 - 180       | 140 - 180       | 140 - 180       | 140 - 180       | 12 - 24     | 2 - 4     | 265 - 305                           | 60 - 80      | –          | –            | 20 - 50   | –         | –         | 5 - 10      |
| Elabe | 15-16 juin        | 1 801       | 150 - 200       | 150 - 200       | 150 - 200       | 150 - 200       | 8 - 12      | 3 - 5     | 255 - 295                           | 55 - 75      | 2 - 4      | –            | 30 - 50   | –         | 1 - 2     | 5 - 9       |
| OpinionWay | 14-16 juin        | 2 339       | 165 - 210       | 165 - 210       | 165 - 210       | 165 - 210       | –           | –         | 275 - 305                           | 60 - 75      | –          | –            | 20 - 40   | –         | –         | 7 - 13      |
| Ifop | 14-15 juin        | 1 508       | 180 - 210       | 180 - 210       | 180 - 210       | 180 - 210       | 3 - 7       | –         | 265 - 300                           | 40 - 65      | 2 - 6      | –            | 20 - 40   | –         | –         | 3 - 7       |
| Odoxa | 14-15 juin        | 2 005       | 179 - 225       | 179 - 225       | 179 - 225       | 179 - 225       | 3 - 7       | –         | 252 - 292                           | 42 - 62      | 2 - 8      | –            | 25 - 49   | –         | –         | 2 - 6       |
| Harris Interactive | 12 juin           | 7 248       | 161 - 219       | 161 - 219       | 161 - 219       | 161 - 219       | 2 - 8       | 0 - 1     | 257 - 297                           | 45 - 65      | 3 - 8      | 0 - 1        | 23 - 45   | –         | –         | 5 - 10      |
| Arrêt de publication des sondages pour le premier tour (11 juin 2022).                                                 |                   |             |                 |                 |                 |                 |             |           |                                     |              |            |              |           |           |           |             |
| Ipsos | 10 juin           | 8 159       | 155 - 190       | 155 - 190       | 155 - 190       | 155 - 190       | 18 - 30     | –         | 275 - 315                           | 30 - 55      | 30 - 55    | –            | 20 - 45   | –         |           | 5 - 10      |
| Harris Interactive | 8-10 juin         | 2 424       | 145 - 203       | 145 - 203       | 145 - 203       | 145 - 203       | 4 - 12      | 0 - 2     | 265 - 305                           | 38 - 58      | 3 - 8      | 0 - 1        | 25 - 48   | 0 - 3     | 0 - 1     | 5 - 10      |
| Ipsos | 8-9 juin          | 1 881       | 155 - 195       | 155 - 195       | 155 - 195       | 155 - 195       | 12 - 20     | –         | 275 - 315                           | 30 - 60      | –          | –            | 20 - 50   | –         | –         | 5 - 10      |
| Ifop | 8-9 juin          | 1 831       | 180 - 210       | 180 - 210       | 180 - 210       | 180 - 210       | 8 - 12      | –         | 270 - 305                           | 40 - 55      | –          | –            | 15 - 35   | 0 - 2     | –         | 8 - 14      |
| Elabe | 8-9 juin          | 2 000       | 165 - 190       | 165 - 190       | 165 - 190       | 165 - 190       | –           | –         | 280 - 320                           | 40 - 60      | –          | –            | 25 - 50   | –         | –         | 10 - 15     |
| OpinionWay | 5-8 juin          | 3 232       | 160 - 190       | 160 - 190       | 160 - 190       | 160 - 190       | –           | –         | 290 - 330                           | 50 - 70      | –          | –            | 13 - 33   | –         | –         | 6 - 11      |
| Ipsos | 6-7 juin          | 2 000       | 175 - 215       | 175 - 215       | 175 - 215       | 175 - 215       | 10 - 18     | –         | 260 - 300                           | 35 - 55      | 35 - 55    | –            | 20 - 60   | –         | –         | 5 - 10      |
| Ipsos | 3-6 juin          | 11 247      | 160 - 200       | 160 - 200       | 160 - 200       | 160 - 200       | 8 - 18      | –         | 275 - 315                           | 30 - 55      | 30 - 55    | –            | 20 - 55   | –         | –         | 8 - 18      |
| Ifop | 3-6 juin          | 1 840       | 195 - 230       | 195 - 230       | 195 - 230       | 195 - 230       | 4 - 8       | –         | 250 - 290                           | 40 - 55      | –          | –            | 20 - 45   | 0 - 2     | –         | 6 - 12      |
| Harris Interactive | 3-6 juin          | 2 355       | 120 - 184       | 120 - 184       | 120 - 184       | 120 - 184       | –           | 0 - 2     | 285 - 335                           | 38 - 58      | 3 - 8      | 0 - 1        | 30 - 50   | 0 - 3     | 0 - 1     | 3 - 7       |
| Premier tour à l'étranger et en Polynésie française (5 juin 2022).                                                     |                   |             |                 |                 |                 |                 |             |           |                                     |              |            |              |           |           |           |             |
| Elabe | 30 mai - 1er juin | 2 000       | 155 - 180       | 155 - 180       | 155 - 180       | 155 - 180       | –           | –         | 275 - 315                           | 40 - 65      | –          | –            | 35 - 65   | –         | –         | 10 - 15     |
| OpinionWay | 28 - 31 mai       | 3 008       | 160 - 190       | 160 - 190       | 160 - 190       | 160 - 190       | 160 - 190   | –         | 290 - 330                           | 50 - 70      | –          | –            | 13 - 33   | 0 - 2     | –         | 6 - 11      |
| Début de la campagne électorale officielle en vue du premier tour (30 mai 2022).                                       |                   |             |                 |                 |                 |                 |             |           |                                     |              |            |              |           |           |           |             |
| Harris Interactive | 27-30 mai         | 2 371       | 96 - 160        | 96 - 160        | 96 - 160        | 96 - 160        | 0 - 6       | 0 - 1     | 300 - 350                           | 35 - 55      | 3 - 8      | 0 - 1        | 35 - 55   | 0 - 3     | 0 - 1     | 3 - 7       |
| Ifop | 25-28 mai         | 1 796       | 170 - 205       | 170 - 205       | 170 - 205       | 170 - 205       | 5 - 10      | –         | 275 - 310                           | 35 - 55      | –          | –            | 20 - 50   | 1 - 4     | –         | 8 - 15      |
| OpinionWay | 19-24 mai         | 2 845       | 155 - 185       | 155 - 185       | 155 - 185       | 155 - 185       | –           | –         | 295 - 335                           | 50 - 70      | –          | –            | 14 - 34   | –         | –         | 6 - 11      |
| Harris Interactive | 20-23 mai         | 2 331       | 9 - 16          | 60 - 86         | 20 - 35         | 18 - 34         | –           | –         | 295 - 345                           | 32 - 52      | 32 - 52    | 0 - 1        | 42 - 68   | 0 - 3     | –         | 3 - 7       |
| Ipsos | 16-19 mai         | 11 427      | 165 - 195       | 165 - 195       | 165 - 195       | 165 - 195       | –           | –         | 290 - 330                           | 35 - 65      | –          | –            | 20 - 45   | –         | –         | 5 - 10      |
| Elabe | 16-18 mai         | 1 668       | 160 - 185       | 160 - 185       | 160 - 185       | 160 - 185       | –           | –         | 290 - 330                           | 25 - 50      | 25 - 50    | –            | 35 - 65   | –         | –         | 5 - 15      |
| OpinionWay | 14-18 mai         | 3 022       | 140 - 170       | 140 - 170       | 140 - 170       | 140 - 170       | –           | –         | 310 - 350                           | 50 - 70      | –          | –            | 15 - 35   | –         | –         | 5 - 10      |
| Élisabeth Borne est nommée à la fonction de Premier ministre, à la suite de la démission de Jean Castex (16 mai 2022). |                   |             |                 |                 |                 |                 |             |           |                                     |              |            |              |           |           |           |             |
| Harris Interactive | 13-16 mai         | 2 393       | 8 - 15          | 62 - 88         | 20 - 35         | 18 - 34         | –           | –         | 300 - 350                           | 35 - 55      | 35 - 55    | 0 - 1        | 48 - 75   | 0 - 2     | –         | 3 - 7       |
| Harris Interactive | 6-9 mai           | 2 406       | 8 - 15          | 60 - 85         | 20 - 35         | 17 - 33         | –           | –         | 300 - 350                           | 30 - 48      | 30 - 48    | 0 - 1        | 52 - 80   | 0 - 2     | –         | 3 - 7       |
| OpinionWay | 5-9 mai           | 3 077       | 135 - 165       | 135 - 165       | 135 - 165       | 135 - 165       | –           | –         | 310 - 350                           | 50 - 70      | –          | –            | 20 - 40   | –         | –         | 5 - 10      |
| LREM, le MoDem, Horizons et Agir forment la coalition Ensemble (5 mai 2022).                                           |                   |             |                 |                 |                 |                 |             |           |                                     |              |            |              |           |           |           |             |
| LFI, EÉLV, le PCF et le PS forment la coalition NUPES (2-5 mai 2022).                                                  |                   |             |                 |                 |                 |                 |             |           |                                     |              |            |              |           |           |           |             |
| Harris Interactive | 29 avril - 2 mai  | 2 366       | 5 - 10          | 25 - 45         | 1 - 5           | 20 - 40         | 20 - 40     | –         | 338 - 378                           | 35 - 65      | 35 - 65    | –            | 65 - 95   | –         | –         | 3 - 7       |
| Harris Interactive | 29 avril - 2 mai  | 2 366       | 70 - 90         | 70 - 90         | 70 - 90         | 70 - 90         | –           | –         | 336 - 376                           | 336 - 376    | –          | 110 - 140    | 110 - 140 | 110 - 140 | –         | 3 - 7       |
| Harris Interactive | 24-25 avril       | 2 343       | 5 - 10          | 25 - 45         | 1 - 5           | 20 - 40         | 20 - 40     | –         | 328 - 368                           | 35 - 65      | 35 - 65    | –            | 75 - 105  | –         | –         | 3 - 7       |
| Harris Interactive | 24-25 avril       | 2 343       | 73 - 93         | 73 - 93         | 73 - 93         | 73 - 93         | –           | –         | 326 - 366                           | 326 - 366    | –          | 117 - 147    | 117 - 147 | 117 - 147 | –         | 3 - 7       |

### Projections à partir des résultats de la présidentielle
En se basant sur les résultats du premier tour, une étude relayée par France Info et Ouest-France fait part des projections suivantes, à la suite de l'accord avec la NUPES. Le Sud de la France et les outre-mer (hors Polynésie et Nouvelle Calédonie) sembleraient acquis largement à la NUPES, l'Ouest à LREM et le Nord-Est au RN,. Plus la participation est élevée, plus le nombre de triangulaires devient important. Vincent Tiberj, sociologue à Sciences Po Bordeaux, rappelle que la gauche avait profité favorablement des triangulaires aux élections législatives de 1997.
| Parti                  | 1er | 2e  | 3e | Qualifiés |
| ---------------------- | --- | --- | -- | --------- |
| NUPES                  | 261 | 190 | 20 | 471       |
| Ensemble               | 151 | 272 | 21 | 448       |
| Rassemblement national | 161 | 105 | 30 | 296       |
| Les Républicains       | 0   | 1   | 0  | 1         |
| Reconquête             | 0   | 1   | 0  | 1         |

## Résultats

### Participation
| Taux de participation | 1er tour | 1er tour | 1er tour   | 2d tour | 2d tour | 2d tour    | Différence entre les deux tours |
| Taux de participation | En 2017  | En 2022  | Différence | En 2017 | En 2022 | Différence | Différence entre les deux tours |
| --------------------- | -------- | -------- | ---------- | ------- | ------- | ---------- | ------------------------------- |
| À midi                | 19,24 %  | 18,43 %  | 0,81       | 17,75 % | 18,99 % | 1,24       | 0,56                            |
| À 17 heures           | 40,75 %  | 39,42 %  | 1,33       | 35,33 % | 38,11 % | 2,78       | 1,31                            |
| Final                 | 48,70 %  | 47,51 %  | 1,19       | 42,64 % | 46,23 % | 3,59       | 1,28                            |

### Partis et nuances

#### Nuances utilisées
Les résultats des élections sont publiés en France par le ministère de l'Intérieur, qui classe les partis en leur attribuant des nuances politiques. Ces dernières sont décidées par les préfets, qui les attribuent indifféremment de l'étiquette politique déclarée par les candidats, qui peut être celle d'un parti ou une candidature sans étiquette.
Seules les coalitions Ensemble (ENS) et Nouvelle Union populaire écologique et sociale (NUPES), ainsi que le Parti radical de gauche (RDG), l'Union des démocrates et indépendants (UDI), Les Républicains (LR), le Rassemblement national (RN) et Reconquête (REC) se voient attribuer en 2022 des nuances propres,,.
Tous les autres partis se voient attribuer l'une ou l'autre des nuances suivantes : DXG (divers extrême gauche), DVG (divers gauche), ECO (écologiste), REG (régionaliste), DVC (divers centre), DVD (divers droite), DSV (droite souverainiste) et DXD (divers extrême droite). Des partis comme Debout la France ou Lutte ouvrière ne disposent ainsi pas de nuances propres, et leurs résultats nationaux ne sont pas publiés séparément par le ministère, car mélangés avec d'autres partis (respectivement dans les nuances DSV et DXG). Certains partis voient même leurs résultats divisés entre plusieurs nuances, tel le Parti pirate dont les candidats sont essentiellement répartis entre nuances « divers » et « régionaliste ».

#### Polémique
Objet de critiques depuis son introduction en 1970, cette classification unique en Europe est à nouveau contestée en 2022, et fait même l'objet d'une vive polémique. Initialement, la Nouvelle Union populaire écologique et sociale (NUPES) ne dispose en effet pas d'une nuance contrairement à la coalition présidentielle Ensemble,. Des nuances étaient ainsi attribuées pour La France insoumise (FI), le Parti communiste français (COM) et le Parti socialiste (SOC) tandis qu'Europe Écologie Les Verts était mélangée avec d'autres partis dans la nuance ECO,.
Les dirigeants de la NUPES accusent alors cette différence de favoriser la coalition présidentielle en présentant les résultats additionnés de tous les partis la composant, tandis que ceux composant la NUPES sont présentés séparément. La coalition de gauche estime qu'en procédant ainsi le ministère de l'Intérieur souhaite « minorer » une éventuelle percée de la gauche. Selon la coalition de gauche, en cas de résultats cumulés de la NUPES supérieurs à ceux de Ensemble, cette dernière apparaitrait en effet malgré tout en tête dans les médias, une fausse impression qui pourrait selon la Nupes amener les électeurs de gauche à se démobiliser pour le second tour,. Par ailleurs, la coalition de gauche dit que l'Union de la droite et du centre fait l'objet de la même « manipulation », Les Républicains et ses alliés du centre droit étant également divisés en plusieurs nuances malgré leur accord de coalition,.
Le ministère se justifie en mettant en avant le statut officiel de parti possédé par Ensemble, à la différence de la NUPES qui laisse aux différents partis qui la composent leur statut propre, afin que l'aide publique leur revienne sans l'intermédiaire de la coalition et qu'ils bénéficient d'un temps égal lors de la campagne audiovisuelle,,.
Saisi par la NUPES, le Conseil d'État juge le 7 juin dans un référé suspension que la NUPES « rassemble les principaux partis et formations politiques de gauche autour d'un programme partagé et de candidatures uniques dans l'ensemble des circonscriptions et qu'elle constitue un courant politique qui participe à la scrutation des débats » et que « l'absence de comptabilisation sous une nuance unique, des suffrages portés sur les candidats de la NUPES, est susceptible de porter atteinte à la sincérité de la présentation des résultats électoraux. ». Le juge enjoint par conséquent le ministre de l'Intérieur de lui attribuer une nuance, décision dont le ministère dit prendre acte le jour même, tandis que la NUPES se réjouit de ce qu'elle considère comme une victoire contre une manœuvre du ministre de l'Intérieur.
Malgré cette modification, le chiffre en pourcentage de la NUPES au premier tour communiqué par le ministère de l’intérieur est contesté par les intéressés et certains médias, qui procèdent à leur propre calcul, Le Monde accordant par exemple 26,10 % à la NUPES et 25,81 % à la coalition gouvernementale.

### Résultats nationaux

#### Résultats par nuance politique
|                        |                                                |                        |              |              |              |             |             |             |              |               |  |
| Nuance                 | Nuance                                         | Nuance                 | Premier tour | Premier tour | Premier tour | Second tour | Second tour | Second tour | Total Sièges | +/-           |  |
| Nuance                 | Nuance                                         | Nuance                 | Voix         | %            | Sièges       | Voix        | %           | Sièges      | Total Sièges | +/-           |  |
|                        | Ensemble                                       | ENS                    | 5 857 364    | 25,75        | 1            | 8 002 407   | 38,57       | 244         | 245          | 105           |  |
|                        | Nouvelle Union populaire écologique et sociale | NUP                    | 5 836 079    | 25,66        | 4            | 6 555 984   | 31,60       | 127         | 131          | 74            |  |
|                        | Rassemblement national                         | RN                     | 4 248 537    | 18,68        | 0            | 3 589 269   | 17,30       | 89          | 89           | 81            |  |
|                        | Les Républicains                               | LR                     | 2 370 440    | 10,42        | 0            | 1 447 877   | 6,98        | 61          | 61           | 51            |  |
|                        | Reconquête                                     | REC                    | 964 775      | 4,24         | 0            |             |             |             | 0            | en stagnation |  |
|                        | Divers gauche                                  | DVG                    | 713 574      | 3,14         | 0            | 443 274     | 2,14        | 22          | 22           | 10            |  |
|                        | Écologistes                                    | ECO                    | 608 314      | 2,67         | 0            |             |             |             | 0            | 1             |  |
|                        | Divers droite                                  | DVD                    | 530 782      | 2,33         | 0            | 231 073     | 1,11        | 10          | 10           | 4             |  |
|                        | Régionaliste                                   | REG                    | 291 384      | 1,28         | 0            | 264 802     | 1,28        | 10          | 10           | 5             |  |
|                        | Divers centre                                  | DVC                    | 283 612      | 1,25         | 0            | 99 122      | 0,48        | 4           | 4            | 4             |  |
|                        | Divers extrême gauche                          | DXG                    | 266 412      | 1,17         | 0            | 11 229      | 0,05        | 0           | 0            | en stagnation |  |
|                        | Droite souverainiste                           | DSV                    | 249 603      | 1,10         | 0            | 19 306      | 0,09        | 1           | 1            | en stagnation |  |
|                        | Union des démocrates et indépendants           | UDI                    | 198 062      | 0,87         | 0            | 64 444      | 0,31        | 3           | 3            | 15            |  |
|                        | Divers                                         | DIV                    | 192 624      | 0,85         | 0            | 18 296      | 0,09        | 1           | 1            | 2             |  |
|                        | Parti radical de gauche                        | RDG                    | 126 689      | 0,56         | 0            |             |             |             | 0            | 3             |  |
|                        | Divers extrême droite                          | DXD                    | 6 457        | 0,03         | 0            | 0           | 1           |             |              |               |  |
|                        |                                                |                        |              |              |              |             |             |             |              |               |  |
| Suffrages exprimés     | Suffrages exprimés                             | Suffrages exprimés     | 22 744 708   | 97,80        |              | 20 747 083  | 92,36       |             |              |               |  |
| Votes blancs           | Votes blancs                                   | Votes blancs           | 362 193      | 1,56         | 1 239 928    | 5,52        |             |             |              |               |  |
| Votes nuls             | Votes nuls                                     | Votes nuls             | 149 306      | 0,64         | 477 288      | 2,12        |             |             |              |               |  |
| Total                  | Total                                          | Total                  | 23 256 207   | 100          | 5            | 22 464 299  | 100         | 572         | 577          | en stagnation |  |
| Abstentions            | Abstentions                                    | Abstentions            | 25 697 541   | 52,49        |              | 26 125 307  | 53,77       |             |              |               |  |
| Inscrits/Participation | Inscrits/Participation                         | Inscrits/Participation | 48 953 748   | 47,51        | 48 589 606   | 46,23       |             |             |              |               |  |

#### Résultats par coalition
| Parti                                                           | Parti                                                                      | Parti                                                                      | Premier tour | Premier tour | Premier tour | Second tour   | Second tour   | Second tour | Total Sièges  | +/-           |
| Parti                                                           | Parti                                                                      | Parti                                                                      | Voix         | %            | Sièges       | Voix          | %             | Sièges      | Total Sièges  | +/-           |
| --------------------------------------------------------------- | -------------------------------------------------------------------------- | -------------------------------------------------------------------------- | ------------ | ------------ | ------------ | ------------- | ------------- | ----------- | ------------- | ------------- |
|                                                                 |                                                                            | La France insoumise (LFI)                                                  | 3 091 129    | 13,59        | 4            | 3 265 656     | 15,74         | 61          | 65            | 53            |
|                                                                 | Europe Écologie Les Verts (EELV)                                           | 865 637                                                                    | 3,81         | 0            | 987 132      | 4,76          | 15            | 15          | 15            |               |
|                                                                 | Parti socialiste (PS)                                                      | 860 201                                                                    | 3,78         | 0            | 1 084 909    | 5,23          | 28            | 28          | 2             |               |
|                                                                 | Parti communiste français (PCF)                                            | 520 092                                                                    | 2,29         | 0            | 545 977      | 2,63          | 12            | 12          | 1             |               |
|                                                                 | Génération.s (G.s)                                                         | 145 610                                                                    | 0,64         | 0            | 186 254      | 0,90          | 4             | 4           | 4             |               |
|                                                                 | Génération écologie (GÉ)                                                   | 106 099                                                                    | 0,47         | 0            | 131 614      | 0,63          | 2             | 2           | 2             |               |
|                                                                 | La France insoumise - Ensemble ! (LFI - E!)                                | 104 917                                                                    | 0,46         | 0            | 147 472      | 0,71          | 4             | 4           | 1             |               |
|                                                                 | Révolution écologique pour le vivant (REV)                                 | 97 859                                                                     | 0,43         | 0            | 115 331      | 0,56          | 1             | 1           | 1             |               |
|                                                                 | Parti ouvrier indépendant (POI)                                            | 51 440                                                                     | 0,23         | 0            | 65 151       | 0,31          | 1             | 1           | 1             |               |
|                                                                 | Tavini huiraatiraPYF[›]                                                    | 23 490                                                                     | 0,10         | 0            | 61 437       | 0,30          | 3             | 3           | 2             |               |
|                                                                 | La France insoumise - Picardie debout ! (LFI - PD)                         | 23 022                                                                     | 0,10         | 0            | 33 184       | 0,16          | 1             | 1           | en stagnation |               |
|                                                                 | Pour La Réunion (PLR)REU[›]                                                | 20 373                                                                     | 0,09         | 0            | 30 823       | 0,15          | 2             | 2           | 1             |               |
|                                                                 | Les Nouveaux Démocrates (LND)                                              | 17 937                                                                     | 0,08         | 0            | 28 738       | 0,14          | 1             | 1           | 1             |               |
|                                                                 | La France insoumise - Rézistan's Égalité 974 (LFI - RÉ974)REU[›]           | 16 061                                                                     | 0,07         | 0            | 36 173       | 0,17          | 2             | 2           | 1             |               |
|                                                                 | Péyi-AMTQ[›]                                                               | 13 487                                                                     | 0,06         | 0            | 28 093       | 0,14          | 2             | 2           | 2             |               |
|                                                                 | Le Progrès (P974)REU[›]                                                    | 13 197                                                                     | 0,06         | 0            | 27 532       | 0,13          | 1             | 1           | 1             |               |
|                                                                 | Gauche démocratique et sociale (GDS)                                       | 11 318                                                                     | 0,05         | 0            | 16 412       | 0,08          | 0             | 0           | en stagnation |               |
|                                                                 | Parti progressiste démocratique guadeloupéen (PPDG)GLP[›]                  | 5 532                                                                      | 0,02         | 0            | 15 484       | 0,07          | 1             | 1           | 1             |               |
|                                                                 | Mouvement pour le développement de Mayotte (MDM)MYT[›]                     | 1 409                                                                      | 0,01         | 0            |              |               |               | 0           | en stagnation |               |
|                                                                 | Inseme a Manca-Ensemble ! (IAM-E!)                                         | 1 046                                                                      | 0,00         | 0            | 0            | en stagnation |               |             |               |               |
|                                                                 | Péyi Guyane (Péyi G)GUF[›]                                                 | 970                                                                        | 0,00         | 0            | 0            | en stagnation |               |             |               |               |
|                                                                 | WalwariGUF[›]                                                              | 436                                                                        | 0,00         | 0            | 0            | en stagnation |               |             |               |               |
|                                                                 | Indépendants                                                               | 37 263                                                                     | 0,16         | 0            | 62 099       | 0,30          | 4             | 4           | 4             |               |
| Total Nouvelle Union populaire écologique et sociale (NUPES)    | Total Nouvelle Union populaire écologique et sociale (NUPES)               | 6 028 525                                                                  | 26,51        | 4            | 6 869 471    | 33,11         | 145           | 149         | 89            |               |
|                                                                 |                                                                            | La République en marche (LREM)                                             | 3 586 579    | 15,77        | 0            | 4 962 777     | 23,92         | 150         | 150           | 154           |
|                                                                 | Mouvement démocrate (MoDem)                                                | 1 044 807                                                                  | 4,59         | 0            | 1 441 218    | 6,95          | 46            | 46          | 2             |               |
|                                                                 | Horizons (H)                                                               | 612 643                                                                    | 2,69         | 1            | 814 492      | 3,93          | 26            | 27          | 27            |               |
|                                                                 | Territoires de progrès (TdP)                                               | 149 134                                                                    | 0,66         | 0            | 196 694      | 0,95          | 5             | 5           | 5             |               |
|                                                                 | Agir                                                                       | 131 804                                                                    | 0,58         | 0            | 137 166      | 0,66          | 6             | 6           | 6             |               |
|                                                                 | Parti radical (PRV)                                                        | 105 696                                                                    | 0,46         | 0            | 119 558      | 0,58          | 4             | 4           | 4             |               |
|                                                                 | En commun - La République en marche (EC - LREM)                            | 91 258                                                                     | 0,40         | 0            | 144 308      | 0,70          | 4             | 4           | 4             |               |
|                                                                 | Refondation républicaine (RR)                                              | 34 136                                                                     | 0,15         | 0            | 31 906       | 0,15          | 1             | 1           | 1             |               |
|                                                                 | Tapura huiraatiraPYF[›]                                                    | 30 758                                                                     | 0,14         | 0            | 46 635       | 0,22          | 0             | 0           | 2             |               |
|                                                                 | Fédération progressiste (FP)                                               | 27 905                                                                     | 0,12         | 0            | 35 238       | 0,17          | 1             | 1           | 1             |               |
|                                                                 | Générations NC (GNC)NCL[›]                                                 | 13 552                                                                     | 0,06         | 0            | 31 398       | 0,15          | 1             | 1           | 1             |               |
|                                                                 | Calédonie ensemble (CE)NCL[›]                                              | 11 982                                                                     | 0,05         | 0            | 25 652       | 0,12          | 1             | 1           | 1             |               |
|                                                                 | Guadeloupe unie, solidaire et responsable (GUSR)GLP[›]                     | 6 071                                                                      | 0,03         | 0            | Retrait      | Retrait       | Retrait       | 0           | 1             |               |
|                                                                 | Printemps républicain (PR)                                                 | 5 268                                                                      | 0,02         | 0            |              |               |               | 0           | en stagnation |               |
|                                                                 | La République en marche - Guyane rassemblement (LREM - GR)GUF[›]           | 3 754                                                                      | 0,02         | 0            | 7 014        | 0,03          | 0             | 0           | 1             |               |
|                                                                 | Rassemblement saint-martinois (RSM)SAF[›]                                  | 2 383                                                                      | 0,01         | 0            | 3 921        | 0,02          | 1             | 1           | 1             |               |
|                                                                 | Cap sur l'avenir (CSA)SPM[›]                                               | 473                                                                        | 0,00         | 0            |              |               |               | 0           | 1             |               |
|                                                                 | Indépendants                                                               | 29 173                                                                     | 0,13         | 0            | 40 608       | 0,20          | 1             | 1           | en stagnation |               |
| Total Ensemble (ENS)                                            | Total Ensemble (ENS)                                                       | 5 887 376                                                                  | 25,88        | 1            | 8 038 585    | 38,75         | 247           | 248         | 108           |               |
|                                                                 |                                                                            | Rassemblement national (RN)                                                | 4 079 585    | 17,94        | 0            | 3 369 346     | 16,24         | 82          | 82            | 74            |
|                                                                 | L'Avenir français - Rassemblement national (LAF - RN)                      | 152 102                                                                    | 0,67         | 0            | 198 040      | 0,95          | 6             | 6           | 6             |               |
|                                                                 | Ligue du Sud (LS)                                                          | 16 850                                                                     | 0,07         | 0            | 21 883       | 0,11          | 1             | 1           | en stagnation |               |
|                                                                 | Indépendants                                                               | 19 136                                                                     | 0,08         | 0            | 26 255       | 0,13          | 1             | 1           | 1             |               |
| Total Rassemblement national et alliés (RN)                     | Total Rassemblement national et alliés (RN)                                | 4 267 673                                                                  | 18,76        | 0            | 3 615 524    | 17,43         | 90            | 90          | 81            |               |
|                                                                 |                                                                            | Les Républicains (LR)                                                      | 2 385 814    | 10,49        | 0            | 1 478 589     | 7,13          | 61          | 61            | 51            |
|                                                                 | Union des démocrates et indépendants (UDI)                                 | 219 281                                                                    | 0,96         | 0            | 118 253      | 0,57          | 6             | 6           | 10            |               |
|                                                                 | Les Centristes (LC)                                                        | 83 652                                                                     | 0,37         | 0            | 21 325       | 0,10          | 1             | 1           | 1             |               |
|                                                                 | Le Rassemblement-Les Républicains (R-LR)NCL[›]                             | 12 860                                                                     | 0,06         | 0            |              |               |               | 0           | en stagnation |               |
|                                                                 | Amuitahiraa o te nuna'a MaohiPYF[›]                                        | 11 741                                                                     | 0,05         | 0            | 0            | en stagnation |               |             |               |               |
|                                                                 | Guyane rassemblement (GR)GUF[›]                                            | 2 349                                                                      | 0,01         | 0            | 0            | en stagnation |               |             |               |               |
|                                                                 | Archipel demain (AD)SPM[›]                                                 | 856                                                                        | 0,00         | 0            | 1329         | 0,01          | 1             | 1           | 1             |               |
|                                                                 | Indépendants                                                               | 36 104                                                                     | 0,16         | 0            | 42 364       | 0,20          | 2             | 2           | en stagnation |               |
| Total Union de la droite et du centre (UDC)                     | Total Union de la droite et du centre (UDC)                                | 2 752 657                                                                  | 12,10        | 0            | 1 661 860    | 8,01          | 71            | 71          | 59            |               |
|                                                                 |                                                                            | Reconquête (REC)                                                           | 821 546      | 3,61         | 0            |               |               |             | 0             | en stagnation |
|                                                                 | Via, la voie du peuple (VIA)                                               | 66 624                                                                     | 0,29         | 0            | 0            | en stagnation |               |             |               |               |
|                                                                 | Mouvement conservateur (MC)                                                | 43 795                                                                     | 0,19         | 0            | 0            | en stagnation |               |             |               |               |
|                                                                 | Centre national des indépendants et paysans (CNIP)                         | 33 632                                                                     | 0,15         | 0            | 0            | en stagnation |               |             |               |               |
| Total Reconquête et alliés (REC)                                | Total Reconquête et alliés (REC)                                           | 965 597                                                                    | 4,25         | 0            | 0            | en stagnation |               |             |               |               |
|                                                                 | Dissidents NUPES                                                           | Dissidents NUPES                                                           | 297 922      | 1,31         | 0            | 99 609        | 0,48          | 4           | 4             | 4             |
|                                                                 | Parti animaliste (PA)                                                      | Parti animaliste (PA)                                                      | 255 251      | 1,12         | 0            |               |               |             | 0             | en stagnation |
|                                                                 |                                                                            | Debout la France (DLF)                                                     | 122 780      | 0,54         | 0            | 19 306        | 0,09          | 1           | 1             | en stagnation |
|                                                                 | Les Patriotes (LP)                                                         | 116 124                                                                    | 0,51         | 0            |              |               |               | 0           | en stagnation |               |
|                                                                 | Génération Frexit (GF)                                                     | 6 972                                                                      | 0,03         | 0            | 0            | en stagnation |               |             |               |               |
| Total Union pour la France (UPF)                                | Total Union pour la France (UPF)                                           | 245 876                                                                    | 1,08         | 0            | 19 306       | 0,09          | 1             | 1           | en stagnation |               |
|                                                                 | Lutte ouvrière (LO)                                                        | Lutte ouvrière (LO)                                                        | 229 844      | 1,01         | 0            |               |               |             | 0             | en stagnation |
|                                                                 |                                                                            | Écologie au centre (ÉAC)                                                   | 140 872      | 0,62         | 0            | 0             | en stagnation |             |               |               |
|                                                                 | Liberté Écologie Fraternité (LEF)                                          | 10 929                                                                     | 0,05         | 0            | 0            | en stagnation |               |             |               |               |
|                                                                 | Cap21                                                                      | 9 044                                                                      | 0,04         | 0            | 0            | en stagnation |               |             |               |               |
|                                                                 | Mouvement des progressistes (MdP)                                          | 8 500                                                                      | 0,04         | 0            | 0            | en stagnation |               |             |               |               |
|                                                                 | Ruralité citoyenne (RC)                                                    | 5 231                                                                      | 0,02         | 0            | 0            | en stagnation |               |             |               |               |
|                                                                 | Mouvement des écologistes libres (MEL)                                     | 4 927                                                                      | 0,02         | 0            | 0            | en stagnation |               |             |               |               |
|                                                                 | La France Autrement (LaFRA)                                                | 1 718                                                                      | 0,01         | 0            | 0            | en stagnation |               |             |               |               |
| Total Écologie au centre (ÉAC)                                  | Total Écologie au centre (ÉAC)                                             | 181 221                                                                    | 0,80         | 0            | 0            | en stagnation |               |             |               |               |
|                                                                 |                                                                            | Mouvement hommes animaux nature (MHAN)                                     | 39 475       | 0,17         | 0            | 0             | en stagnation |             |               |               |
|                                                                 | Le Trèfle - Les nouveaux écologistes (LT-LNÉ)                              | 33 947                                                                     | 0,15         | 0            | 0            | en stagnation |               |             |               |               |
|                                                                 | Mouvement écologiste indépendant (MEI)                                     | 24 674                                                                     | 0,11         | 0            | 0            | en stagnation |               |             |               |               |
|                                                                 | Le Mouvement pour les Animaux (LMPA)                                       | 19 540                                                                     | 0,09         | 0            | 0            | en stagnation |               |             |               |               |
|                                                                 | L'Écologie autrement (LÉA)                                                 | 16 980                                                                     | 0,07         | 0            | 0            | en stagnation |               |             |               |               |
|                                                                 | France Écologie (FÉ)                                                       | 9 217                                                                      | 0,04         | 0            | 0            | en stagnation |               |             |               |               |
|                                                                 | Vendécologie (V)                                                           | 8 249                                                                      | 0,04         | 0            | 0            | en stagnation |               |             |               |               |
|                                                                 | Union nationale écologiste (UNE)                                           | 5 539                                                                      | 0,02         | 0            | 0            | en stagnation |               |             |               |               |
| Total Tous unis pour le vivant (TUPV)                           | Total Tous unis pour le vivant (TUPV)                                      | 157 621                                                                    | 0,69         | 0            | 0            | en stagnation |               |             |               |               |
|                                                                 |                                                                            | Unser Land (UL)                                                            | 27 952       | 0,12         | 0            | 0             | en stagnation |             |               |               |
|                                                                 | Femu a Corsica (FaC)                                                       | 23 297                                                                     | 0,10         | 0            | 41 719       | 0,20          | 2             | 2           | 1             |               |
|                                                                 | Union démocratique bretonne (UDB)                                          | 23 290                                                                     | 0,10         | 0            |              |               |               | 0           | en stagnation |               |
|                                                                 | Euskal Herria Bai (EH Bai)                                                 | 16 452                                                                     | 0,07         | 0            | 0            | en stagnation |               |             |               |               |
|                                                                 | Partitu di a Nazione Corsa (PNC)                                           | 12 626                                                                     | 0,06         | 0            | 14 746       | 0,07          | 1             | 1           | 1             |               |
|                                                                 | Partit occitan (POC)                                                       | 8 928                                                                      | 0,04         | 0            |              |               |               | 0           | en stagnation |               |
|                                                                 | Oui la Provence (OP)                                                       | 4 948                                                                      | 0,02         | 0            | 0            | en stagnation |               |             |               |               |
|                                                                 | Mouvement Région Savoie (MRS)                                              | 4 793                                                                      | 0,02         | 0            | 0            | en stagnation |               |             |               |               |
|                                                                 | Oui au Pays Catalan (OPCat)                                                | 3 637                                                                      | 0,02         | 0            | 0            | en stagnation |               |             |               |               |
|                                                                 | Unitat Catalana (UC)                                                       | 667                                                                        | 0,00         | 0            | 0            | en stagnation |               |             |               |               |
|                                                                 | Indépendants                                                               | 21 900                                                                     | 0,10         | 0            | 37 678       | 0,18          | 1             | 1           | en stagnation |               |
| Total Régions et peuples solidaires (R&PS)                      | Total Régions et peuples solidaires (R&PS)                                 | 148 490                                                                    | 0,65         | 0            | 94 143       | 0,45          | 4             | 4           | 1             |               |
|                                                                 | Dissidents Ensemble                                                        | Dissidents Ensemble                                                        | 146 033      | 0,64         | 0            | 27 238        | 0,13          | 2           | 2             | 2             |
|                                                                 | Parti radical de gauche (PRG)                                              | Parti radical de gauche (PRG)                                              | 122 916      | 0,54         | 0            | 34 576        | 0,17          | 1           | 1             | 2             |
|                                                                 |                                                                            | Gauche républicaine et socialiste (GRS)                                    | 43 303       | 0,19         | 0            |               |               |             | 0             | en stagnation |
|                                                                 | L'Engagement (ENG)                                                         | 15 050                                                                     | 0,07         | 0            | 0            | en stagnation |               |             |               |               |
|                                                                 | Mouvement républicain et citoyen (MRC)                                     | 11 474                                                                     | 0,05         | 0            | 0            | 1             |               |             |               |               |
|                                                                 | Les Radicaux de gauche (LRDG)                                              | 11 279                                                                     | 0,05         | 0            | 0            | en stagnation |               |             |               |               |
|                                                                 | Nouvelle Gauche socialiste (NGS)                                           | 3 023                                                                      | 0,01         | 0            | 0            | en stagnation |               |             |               |               |
|                                                                 | L'Écologie populaire (ÉP)                                                  | 1 763                                                                      | 0,01         | 0            | 0            | en stagnation |               |             |               |               |
|                                                                 | Indépendants                                                               | 6 529                                                                      | 0,03         | 0            | 0            | en stagnation |               |             |               |               |
| Total Fédération de la gauche républicaine (FGR)                | Total Fédération de la gauche républicaine (FGR)                           | 92 421                                                                     | 0,41         | 0            | 0            | 1             |               |             |               |               |
|                                                                 |                                                                            | Alliance centriste (AC)                                                    | 52 934       | 0,23         | 0            | 37 572        | 0,18          | 1           | 1             | en stagnation |
|                                                                 | Union des centristes et des écologistes (UCE)                              | 37 546                                                                     | 0,17         | 0            |              |               |               | 0           | en stagnation |               |
|                                                                 | Indépendants                                                               | 331                                                                        | 0,00         | 0            | 0            | en stagnation |               |             |               |               |
| Total Les écologistes avec la majorité présidentielle (ÉMP)     | Total Les écologistes avec la majorité présidentielle (ÉMP)                | 90 811                                                                     | 0,40         | 0            | 37 572       | 0,18          | 1             | 1           | en stagnation |               |
|                                                                 | Résistons (RES)                                                            | Résistons (RES)                                                            | 72 241       | 0,32         | 0            |               |               |             | 0             | 1             |
|                                                                 | Dissidents Les Républicains                                                | Dissidents Les Républicains                                                | 72 144       | 0,32         | 0            | 9 640         | 0,05          | 0           | 0             | en stagnation |
|                                                                 | Le Mouvement de la ruralité (LMR)                                          | Le Mouvement de la ruralité (LMR)                                          | 67 323       | 0,30         | 0            |               |               |             | 0             | en stagnation |
|                                                                 | Parti ouvrier indépendant démocratique (POID)                              | Parti ouvrier indépendant démocratique (POID)                              | 24 825       | 0,11         | 0            | 0             | en stagnation |             |               |               |
|                                                                 | Union des démocrates et indépendants (UDI) - hors accord UDC               | Union des démocrates et indépendants (UDI) - hors accord UDC               | 24 775       | 0,11         | 0            | 0             | en stagnation |             |               |               |
|                                                                 |                                                                            | Parti Breton (PB)                                                          | 15 241       | 0,07         | 0            | 0             | en stagnation |             |               |               |
|                                                                 | Bastir Occitanie (BO)                                                      | 6 987                                                                      | 0,03         | 0            | 0            | en stagnation |               |             |               |               |
|                                                                 | Parti lorrain (PL)                                                         | 1 416                                                                      | 0,01         | 0            | 0            | en stagnation |               |             |               |               |
|                                                                 | Prouvènço Nacioun (PN)                                                     | 60                                                                         | 0,00         | 0            | 0            | en stagnation |               |             |               |               |
| Total Pays unis (PU)                                            | Total Pays unis (PU)                                                       | 23 704                                                                     | 0,10         | 0            | 0            | en stagnation |               |             |               |               |
|                                                                 | Parti pirate (PP)                                                          | Parti pirate (PP)                                                          | 19 710       | 0,09         | 0            | 0             | en stagnation |             |               |               |
|                                                                 |                                                                            | Union calédonienne (UC)NCL[›]                                              | 13 175       | 0,06         | 0            | 26 500        | 0,13          | 0           | 0             | en stagnation |
|                                                                 | Parti de libération kanak (PALIKA)NCL[›]                                   | 6 360                                                                      | 0,03         | 0            | 12 979       | 0,06          | 0             | 0           | en stagnation |               |
| Total Front de libération nationale kanak et socialiste (FLNKS) | Total Front de libération nationale kanak et socialiste (FLNKS)            | 19 535                                                                     | 0,09         | 0            | 39 479       | 0,19          | 0             | 0           | en stagnation |               |
|                                                                 | Parti socialiste (PS) - hors accord NUPES                                  | Parti socialiste (PS) - hors accord NUPES                                  | 17 343       | 0,08         | 0            | 14 857        | 0,07          | 0           | 0             | en stagnation |
|                                                                 | Union des démocrates musulmans français (UDMF)                             | Union des démocrates musulmans français (UDMF)                             | 16 524       | 0,07         | 0            |               |               |             | 0             | en stagnation |
|                                                                 |                                                                            | Espoir RIC 2022 (ER2022)                                                   | 2 035        | 0,01         | 0            | 0             | en stagnation |             |               |               |
|                                                                 | EnVie d’Un Nôtre Monde (EVUNM)                                             | 1 659                                                                      | 0,01         | 0            | 0            | en stagnation |               |             |               |               |
|                                                                 | Construisons notre bonheur (CNB)                                           | 1 549                                                                      | 0,01         | 0            | 0            | en stagnation |               |             |               |               |
|                                                                 | Decidemos (DEC)                                                            | 1 541                                                                      | 0,01         | 0            | 0            | en stagnation |               |             |               |               |
|                                                                 | Union citoyenne pour la liberté (UCPL)                                     | 1 514                                                                      | 0,01         | 0            | 0            | en stagnation |               |             |               |               |
|                                                                 | Gilets jaunes (GJ)                                                         | 1 178                                                                      | 0,01         | 0            | 0            | en stagnation |               |             |               |               |
|                                                                 | France Libre (FL)                                                          | 963                                                                        | 0,00         | 0            | 0            | en stagnation |               |             |               |               |
|                                                                 | France Démocratie directe (FDD)                                            | 218                                                                        | 0,00         | 0            | 0            | en stagnation |               |             |               |               |
|                                                                 | Nous Citoyens – France (NC)                                                | 183                                                                        | 0,00         | 0            | 0            | en stagnation |               |             |               |               |
|                                                                 | Gouvernance partagée France (GPF)                                          | 5                                                                          | 0,00         | 0            | 0            | en stagnation |               |             |               |               |
|                                                                 | Indépendants                                                               | 3 989                                                                      | 0,02         | 0            | 0            | en stagnation |               |             |               |               |
| Total Convergence RIC (CRIC)                                    | Total Convergence RIC (CRIC)                                               | 14 834                                                                     | 0,07         | 0            | 0            | en stagnation |               |             |               |               |
|                                                                 |                                                                            | Mouvement indépendantiste martiniquais (MIM)MTQ[›]                         | 11 705       | 0,05         | 0            | 20 172        | 0,10          | 0           | 0             | 1             |
|                                                                 | Parti pour la libération de la Martinique (PALIMA)MTQ[›]                   | 2 288                                                                      | 0,01         | 0            | 5 489        | 0,03          | 0             | 0           | en stagnation |               |
| Total Gran sanblé pou Matinik (GSPM)                            | Total Gran sanblé pou Matinik (GSPM)                                       | 13 993                                                                     | 0,06         | 0            | 25 661       | 0,12          | 0             | 0           | 1             |               |
|                                                                 | Ensemble pour les libertés (EPL)                                           | Ensemble pour les libertés (EPL)                                           | 13 769       | 0,06         | 0            |               |               |             | 0             | en stagnation |
|                                                                 | Mouvement des citoyens (MDC)                                               | Mouvement des citoyens (MDC)                                               | 13 389       | 0,06         | 0            | 0             | en stagnation |             |               |               |
|                                                                 | Volt France (Volt)                                                         | Volt France (Volt)                                                         | 12 060       | 0,05         | 0            | 0             | en stagnation |             |               |               |
|                                                                 | A here ia Porinetia (AHIP),PYF[›]                                          | A here ia Porinetia (AHIP),PYF[›]                                          | 11 668       | 0,05         | 0            | 0             | en stagnation |             |               |               |
|                                                                 | Dissidents Union des démocrates et indépendants                            | Dissidents Union des démocrates et indépendants                            | 11 411       | 0,05         | 0            | 0             | en stagnation |             |               |               |
|                                                                 |                                                                            | Parti progressiste martiniquais (PPM)MTQ[›]                                | 9 039        | 0,04         | 0            | 7 813         | 0,04          | 1           | 1             | en stagnation |
|                                                                 | Bâtir le pays Martinique (BPM)MTQ[›]                                       | 1 783                                                                      | 0,01         | 0            |              |               |               | 0           | 1             |               |
| Total Alians Matinik (AS)                                       | Total Alians Matinik (AS)                                                  | 10 822                                                                     | 0,05         | 0            | 7 813        | 0,04          | 1             | 1           | 1             |               |
|                                                                 | Place publique (PP)                                                        | Place publique (PP)                                                        | 9 188        | 0,04         | 0            |               |               |             | 0             | en stagnation |
|                                                                 | Le Peuple aux Commandes du Territoire (PACT)REU[›]                         | Le Peuple aux Commandes du Territoire (PACT)REU[›]                         | 9 129        | 0,04         | 0            | 17 537        | 0,08          | 0           | 0             | en stagnation |
|                                                                 | Europe Écologie Les Verts (EELV) - hors accord NUPES                       | Europe Écologie Les Verts (EELV) - hors accord NUPES                       | 7 900        | 0,03         | 0            |               |               |             | 0             | en stagnation |
|                                                                 | Alliance solidaire des Français de l'étranger (ASFE)                       | Alliance solidaire des Français de l'étranger (ASFE)                       | 7 680        | 0,03         | 0            | 0             | en stagnation |             |               |               |
|                                                                 | Corsica Libera (CL)                                                        | Corsica Libera (CL)                                                        | 7 554        | 0,03         | 0            | 0             | en stagnation |             |               |               |
|                                                                 |                                                                            | République souveraine (RS)                                                 | 3 119        | 0,01         | 0            | 0             | en stagnation |             |               |               |
|                                                                 | Solidarité et progrès (S&P)                                                | 2 418                                                                      | 0,01         | 0            | 0            | en stagnation |               |             |               |               |
|                                                                 | Appel au peuple (AUP)                                                      | 916                                                                        | 0,00         | 0            | 0            | en stagnation |               |             |               |               |
|                                                                 | Sans étiquette                                                             | 100                                                                        | 0,00         | 0            | 0            | en stagnation |               |             |               |               |
| Total La Raison du Peuple (LRDP)                                | Total La Raison du Peuple (LRDP)                                           | 6 553                                                                      | 0,03         | 0            | 0            | en stagnation |               |             |               |               |
|                                                                 | Mouvement démocrate (MoDem) - hors accord ENS                              | Mouvement démocrate (MoDem) - hors accord ENS                              | 5 290        | 0,02         | 0            | 0             | en stagnation |             |               |               |
|                                                                 | Nouveau Parti anticapitaliste (NPA)                                        | Nouveau Parti anticapitaliste (NPA)                                        | 5 244        | 0,02         | 0            | 0             | en stagnation |             |               |               |
|                                                                 | Parti des citoyens européens (PACE)                                        | Parti des citoyens européens (PACE)                                        | 5 203        | 0,02         | 0            | 0             | en stagnation |             |               |               |
|                                                                 | Réunion libre (RL)REU[›]                                                   | Réunion libre (RL)REU[›]                                                   | 4 904        | 0,02         | 0            | 15 186        | 0,07          | 1           | 1             | 1             |
|                                                                 | Les Centristes (LC) - hors accord UDC                                      | Les Centristes (LC) - hors accord UDC                                      | 4 857        | 0,02         | 0            |               |               |             | 0             | en stagnation |
|                                                                 | Génération écologie (GÉ) - hors accord NUPES                               | Génération écologie (GÉ) - hors accord NUPES                               | 4 551        | 0,02         | 0            | 0             | en stagnation |             |               |               |
|                                                                 | Banian (B)REU[›]                                                           | Banian (B)REU[›]                                                           | 4 286        | 0,02         | 0            | 10 510        | 0,05          | 0           | 0             | en stagnation |
|                                                                 | Parti communiste réunionnais (PCR)REU[›]                                   | Parti communiste réunionnais (PCR)REU[›]                                   | 4 220        | 0,02         | 0            |               |               |             | 0             | en stagnation |
|                                                                 | Mouvement pour le développement de Mayotte (MDM) - hors accord NUPESMYT[›] | Mouvement pour le développement de Mayotte (MDM) - hors accord NUPESMYT[›] | 4 219        | 0,02         | 0            | 9 806         | 0,05          | 0           | 0             | en stagnation |
|                                                                 | Parti Croire et Oser (PCO)REU[›]                                           | Parti Croire et Oser (PCO)REU[›]                                           | 4 166        | 0,02         | 0            | 11 229        | 0,05          | 0           | 0             | en stagnation |
|                                                                 | Objectif France (OF)                                                       | Objectif France (OF)                                                       | 3 840        | 0,02         | 0            |               |               |             | 0             | en stagnation |
|                                                                 | Tròp Violans (TV)GUF[›]                                                    | Tròp Violans (TV)GUF[›]                                                    | 3 122        | 0,01         | 0            | 6 951         | 0,03          | 0           | 0             | en stagnation |
|                                                                 | Le Temps d'agir (LTA)MYT[›]                                                | Le Temps d'agir (LTA)MYT[›]                                                | 3 011        | 0,01         | 0            |               |               |             | 0             | en stagnation |
|                                                                 | Mouvement citoyen Les Voix de Savoie (MCVS)                                | Mouvement citoyen Les Voix de Savoie (MCVS)                                | 2 993        | 0,01         | 0            | 0             | en stagnation |             |               |               |
|                                                                 | La Seine-Saint-Denis au cœur (SSDAC)                                       | La Seine-Saint-Denis au cœur (SSDAC)                                       | 2 957        | 0,01         | 0            | 0             | en stagnation |             |               |               |
|                                                                 | La Martinique ensemble (LME)MTQ[›]                                         | La Martinique ensemble (LME)MTQ[›]                                         | 2 742        | 0,01         | 0            | 0             | en stagnation |             |               |               |
|                                                                 | Force de rassemblement abymien pour le progrès (FRAPP)GLP[›]               | Force de rassemblement abymien pour le progrès (FRAPP)GLP[›]               | 2 685        | 0,01         | 0            | 5 478         | 0,03          | 0           | 0             | en stagnation |
|                                                                 | Hau Ma’ohi Ti’ama (HMT)PYF[›]                                              | Hau Ma’ohi Ti’ama (HMT)PYF[›]                                              | 2 652        | 0,01         | 0            |               |               |             | 0             | en stagnation |
|                                                                 | Mouvement de décolonisation et d'émancipation sociale (MDES)GUF[›]         | Mouvement de décolonisation et d'émancipation sociale (MDES)GUF[›]         | 2 601        | 0,01         | 0            | 9 038         | 0,04          | 1           | 1             | 1             |
|                                                                 | Dissident Force de rassemblement abymien pour le progrèsGLP[›]             | Dissident Force de rassemblement abymien pour le progrèsGLP[›]             | 2 332        | 0,01         | 0            |               |               |             | 0             | en stagnation |
|                                                                 | Dissidents Reconquête                                                      | Dissidents Reconquête                                                      | 2 202        | 0,01         | 0            | 0             | en stagnation |             |               |               |
|                                                                 | Union pour la démocratie (UD)SAF[›]                                        | Union pour la démocratie (UD)SAF[›]                                        | 1 398        | 0,01         | 0            | 1 913         | 0,01          | 0           | 0             | en stagnation |
|                                                                 | Dissidents Rassemblement national                                          | Dissidents Rassemblement national                                          | 1 084        | 0,00         | 0            |               |               |             | 0             | en stagnation |
|                                                                 | Dissidents Nouveau Parti anticapitaliste                                   | Dissidents Nouveau Parti anticapitaliste                                   | 946          | 0,00         | 0            | 0             | en stagnation |             |               |               |
|                                                                 | Parti socialiste guyanais (PSG)GUF[›]                                      | Parti socialiste guyanais (PSG)GUF[›]                                      | 416          | 0,00         | 0            | 0             | 1             |             |               |               |
|                                                                 | Dissident Guyane rassemblementGUF[›]                                       | Dissident Guyane rassemblementGUF[›]                                       | 344          | 0,00         | 0            | 0             | en stagnation |             |               |               |
|                                                                 | Dissident Parti socialiste guyanaisGUF[›]                                  | Dissident Parti socialiste guyanaisGUF[›]                                  | 240          | 0,00         | 0            | 0             | en stagnation |             |               |               |
|                                                                 | Parti radical (PRV) - hors accord ENS                                      | Parti radical (PRV) - hors accord ENS                                      | 185          | 0,00         | 0            | 0             | en stagnation |             |               |               |
|                                                                 | Les Républicains (LR) - hors accord UDC                                    | Les Républicains (LR) - hors accord UDC                                    | 108          | 0,00         | 0            | 0             | en stagnation |             |               |               |
|                                                                 | Autres partis                                                              | Autres partis                                                              | 78 138       | 0,34         | 0            | 0             | en stagnation |             |               |               |
|                                                                 | Sans étiquette (SE)                                                        | Sans étiquette (SE)                                                        | 205 464      | 0,90         | 0            | 64 101        | 0,31          | 3           | 3             | 1             |
|                                                                 |                                                                            |                                                                            |              |              |              |               |               |             |               |               |
| Suffrages exprimés                                              | Suffrages exprimés                                                         | Suffrages exprimés                                                         | 22 744 708   | 97,80        |              | 20 747 083    | 92,36         |             |               |               |
| Votes blancs                                                    | Votes blancs                                                               | Votes blancs                                                               | 362 193      | 1,56         | 1 239 928    | 5,52          |               |             |               |               |
| Votes nuls                                                      | Votes nuls                                                                 | Votes nuls                                                                 | 149 306      | 0,64         | 477 288      | 2,12          |               |             |               |               |
| Total                                                           | Total                                                                      | Total                                                                      | 23 256 207   | 100          | 5            | 22 464 299    | 100           | 572         | 577           | en stagnation |
| Abstention                                                      | Abstention                                                                 | Abstention                                                                 | 25 697 541   | 52,49        |              | 26 125 307    | 53,77         |             |               |               |
| Inscrits / participation                                        | Inscrits / participation                                                   | Inscrits / participation                                                   | 48 953 748   | 47,51        | 48 589 606   | 46,23         |               |             |               |               |

^ GLP: Parti présent uniquement en Guadeloupe

^ GUF: Parti présent uniquement en Guyane

^ MTQ: Parti présent uniquement en Martinique

^ MYT: Parti présent uniquement à Mayotte

^ NCL: Parti présent uniquement en Nouvelle-Calédonie

^ PYF: Parti présent uniquement en Polynésie française

^ REU: Parti présent uniquement à La Réunion

^ SAF: Parti présent uniquement à Saint-Barthélémy et Saint-Martin

^ SPM: Parti présent uniquement à Saint-Pierre-et-Miquelon

### Cartes

Nuance politique des candidats arrivés en tête dans chaque commune au 1er tour.
Nuance politique des candidats arrivés en tête dans chaque commune au 2e tour.

### Meilleurs résultats par partis politiques au premier tour
Quinze candidats ont dépassé 50 % au premier tour dont onze de La France insoumise (parmi lesquels 5 en banlieue parisienne et 3 à Paris), deux du Parti communiste (Stéphane Peu et Elsa Faucillon), un de la majorité présidentielle (Yannick Favennec Becot) et une du Rassemblement national (Marine Le Pen). La plupart ont dû revenir au second tour, faute d'avoir obtenu 25 % des inscrits.
- Majorité présidentielle[204] :
  - Ouest : Yannick Favennec Becot 57,1 % en Mayenne, Thierry Benoit 42,7 % dans la 6e de l'Ille-et-Vilaine et Bertrand Sorre 42,6 % dans la 2e de la Manche[204].
  - Hauts-de-Seine : Gabriel Attal 48,1 % dans la 10e des Hauts-de-Seine et Pierre Cazeneuve 41,9 % dans la  7e des Hauts-de-Seine[204].
  - Autre départements : Philippe Vigier 42,7 % dans la 4e d'Eure-et-Loir, Stéphane Mazars 42,5 % dans la 1ère de l'Aveyron (Rodez), Marie Lebec 42,3 % dans la 4e des Yvelines et Nicole Bouteau 41,9 % dans la 1re de la Polynésie française[204].
- La France insoumise :
  - Seine-Saint-Denis : Alexis Corbière (62,94 %)[205], Bastien Lachaud (59,04 %)[206], Aurélie Trouvé (54,84 %)[206], Éric Coquerel (53,81 %)[206] et Clémentine Autain (46,15 %)[207].
  - Val-de-Marne : Mathilde Panot 54,84 % dans la 10e du Val-de-Marne[208] et Clémence Guetté 47,46 % dans la 2e du Val-de-Marne (Créteil-Orly)[209].
  - Nord : Adrien Quatennens 52,05 % dans la 1re circonscription et Ugo Bernalicis 43,49 % dans la 2e circonscription.
  - Paris : Danièle Obono 57,1 % dans la 17e de Paris[210], Sarah Legrain 56,5 % dans la 16e de Paris[210], Sophia Chikirou 53,7 % dans la 6e de Paris[210] et Danielle Simonnet 47,31 % dans la 15e de Paris[211].
  - Autres départements : Manuel Bompard 56,4 %[212] dans la 4e des Bouches-du-Rhône, François Piquemal 46,54 % dans la 4e de la Haute-Garonne, Loïc Prud'homme 44,89 % dans la 3e de la Gironde[213], Gabriel Amard 41,30 % dans la 6e du Rhône, Nathalie Oziol 40,37% dans la 2e de l'Hérault, François Ruffin 40,1 % dans la 1re de la Somme.
- Europe Écologie Les Verts :
  - Paris : Julien Bayou 48,88 % dans la 5e de Paris[206], Sandrine Rousseau 42,9 % dans la 9e de Paris[206] et Éva Sas 41,7 % dans la 8e de Paris[206].
  - Rhône : Marie-Charlotte Garin 41 % dans la 3e du Rhône.
- Parti socialiste :  Olivier Faure (46,9% en Seine-et-Marne)[206], Guillaume Garot (49,62 % en Mayenne)[206], Marie-Noëlle Battistel (42,2 % en Isère)[206], Christine Pirès-Beaune (41,84 % dans le Puy-de-Dôme)[206], Boris Vallaud (40,16 % dans les Landes)[206] et Jérôme Guedj (38,31 % dans l'Essonne)[206], Roger Vicot 35,43 % dans la 11e du Nord et Gérard Leseul 35 % dans la 5e de la Seine-Maritime.
- Parti communiste français : Stéphane Peu (62,85 % en Seine-Saint-Denis)[206], Elsa Faucillon (54,26 % dans les Hauts-de-Seine)[206], André Chassaigne (49,13 % dans le Puy-de-Dôme)[206], Jean-Paul Lecoq 48,75 % dans la 8e de la Seine-Maritime, Hubert Wulfranc 44,21 % dans la 3e de la Seine-Maritime, Sébastien Jumel 37,66 % dans la 6e de la Seine-Maritime[206], Fabien Roussel (34,13 % dans le Nord)[206].
- Révolution écologique pour le vivant : Aymeric Caron 45 % dans la 18e de Paris.
- Les Républicains[214] :
  - Est : Fabien Di Filippo 46,0 % en Moselle[214] et Annie Genevard 42,1 % dans le Doubs[214].
  - Haute-Loire : Isabelle Valentin (45,70 %)[214] et Jean-Pierre Vigier (45,65 % )[214].
  - Ouest : Marc Le Fur 41,7 % dans les Côtes d'Armor[214] et Philippe Gosselin 39 % dans la Manche[214].
  - Lot : Aurélien Pradié a obtenu 45,5% dans la 1re circonscription (Cahors)[214].
  - Ardennes : Pierre Cordier a obtenu 41,0 % dans la 2e circonscription[214].
- Rassemblement national[215] : 
  - Pas-de-Calais : Marine Le Pen 54 % dans la 11e du Pas-de-Calais, Thierry Frappé 47,7 % dans la 10e du Pas-de-Calais (Bruay-la-Buissière), Bruno Bilde 41,8 % dans la 12e du Pas-de-Calais et Bruno Clavet 38,4 % dans la 3e du Pas-de-Calais[215].
  - Nord : Sébastien Chenu 44,4 % dans la 19e du Nord[215].
  - Vaucluse : Marie-France Lorho 41 % dans la 4e de Vaucluse  et Hervé de Lépineau 37 % dans la 3e de Vaucluse[215].
  - Haute-Marne : Laurence Robert-Dehault 39,6 % dans la 2e de la Haute-Marne[215].
  - Pyrénées-Orientales : Anaïs Sabatini 37,6 % dans la 2e des Pyrénées-Orientales[215].

### Participation et nuances politiques des candidats et députés

Nuance politique des candidats arrivés en tête dans chaque circonscription au 1er tour.
Nuance politique des candidats arrivés en deuxième position dans chaque circonscription au 1er tour.
Nuance politique des candidats élus à l'issue du 1er tour ou du 2d tour.

### Élus au premier tour

Carte des circonscriptions ayant élu un député dès le premier tour.

En raison de la forte abstention au 1er tour et du seuil requis de 25 % des inscrits, seules 5 des 577 circonscriptions voient un candidat parvenir à être élu dès le 1er tour. Quatre d'entre eux sont des candidats NUPES de La France insoumise.
Lors des précédents scrutins législatifs, 4 députés avaient été élus dès le 1er tour en 2017, 36 en 2012, 110 en  2007.
| Candidats | Candidats              | Parti    | Circonscription        | % exprimés | % inscrits |
| --------- | ---------------------- | -------- | ---------------------- | ---------- | ---------- |
|           | Sophia Chikirou        | LFI      | Paris (6e)             | 53,74      | 29,85      |
|           | Alexis Corbière        | LFI      | Seine-Saint-Denis (7e) | 62,94      | 28,16      |
|           | Yannick Favennec Becot | Horizons | Mayenne (3e)           | 57,13      | 26,49      |
|           | Sarah Legrain          | LFI      | Paris (16e)            | 56,51      | 27,73      |
|           | Danièle Obono          | LFI      | Paris (17e)            | 57,07      | 26,01      |

### Candidats qualifiés pour le second tour
572 circonscriptions nécessitent un second tour pour désigner leurs députés. 565 sont  des duels, 7 des triangulaires
Répartition des 565 « duels » par coalition :
- 414 duels impliquent la coalition Ensemble : 277 adversaires sont de la coalition NUPES, 107 du RN, 20 de la coalition UDC, 4 régionalistes, 4 des divers gauche (PS dissidents, DVG), 2 des divers droite (DVD) ;
- 379 duels impliquent la coalition NUPES : 277 adversaires sont de la coalition Ensemble, 61 du RN, 27 de la coalition UDC, 6 de la gauche parlementaire (PCF, PS, PRG), 2 dissidents LREM, 2 de la droite parlementaire (DVD), 1 de la coalition Union pour la France (UPF) de DLF, 1 du centre parlementaire (DVC), 1 d'extrême gauche, 1 d'extrême droite ;
- 75 duels impliquent la coalition UDC : 27 adversaires sont de la coalition NUPES, 27 du RN, 20 de la coalition Ensemble, 1 du centre parlementaire (DVC) ;
- 1 duel implique la coalition Union pour la France (UPF) de DLF contre un adversaire de la coalition NUPES.

Répartition des 565 « duels » par famille politique :
- 277 duels impliquent LREM, dont 2 dissidents : 111 adversaires sont de LFI, 65 du RN, 38 de EELV, 27 du PS, 10 de LR, 10 du PCF, 7 de Génération.s, 2 des divers droite (DVD), 2 des divers gauche (DVG), 2 de GE, 1 de l'UDI, 1 de divers gauche NUPES (DVG), 1 de divers écologiste NUPES ;
- 216 duels impliquent LFI, dont 2 hors coalition : 111 adversaires sont de LREM, 33 du RN, 27 du MoDem, 15 de LR, 12 de Horizons, 3 de Agir, 3 du Parti radical, 2 de l'UDI, 2 de divers droite (DVD), 1 de DLF, 1 du PCF dissident, 3 du PS dissidents, 1 de divers gauche (DVG), 1 de divers centre (DVC), 1 d'extrême droite ;
- 202 duels impliquent le RN : 65 adversaires sont de LREM, 33 de LFI, 24 de LR, 20 du MoDem (dont 1 dissident), 16 de Horizon, 14 du PS (dont 1 dissident), 11 du PCF, 4 de Agir, 4 de EELV, 3 du Parti radical, 2 de l'UDI, 2 de divers droite (DVD), 2 de divers gauche (DVG), 1 de LC, 1 de divers droite Ensemble (DVD) ;
- 73 duels impliquent le MoDem, dont 1 dissident : 27 adversaires sont de LFI, 20 du RN, 9 de EELV, 6 du PS, 5 de LR, 5 du PCF, 1 de GE ;
- 70 duels impliquent LR, dont 1 dissident : 24 adversaires sont de RN, 15 de LFI, 10 de LREM, 5 du MoDem, 4 de EELV, 4 de Horizon, 3 du PCF, 3 du PS, 1 de divers centre (DVC), 1 de divers droite (DVD) ;
- 59 duels impliquent EELV : 38 adversaires sont de LREM, 9 du MoDem, 4 de LR, 4 du RN, 2 de Horizon, 1 de Agir, 1 du PRG ;
- 59 duels impliquent le PS, dont 1 hors coalition et 5 dissidents : 27 adversaires sont de LREM, 14 du RN, 6 du MoDem, 3 de LFI, 3 de LR, 2 de Agir, 1 du Parti radical, 1 de GUSR, 1 de Horizon, 1 de divers droite (DVD) ;
- 40 duels impliquent Horizons : 16 adversaires sont de RN, 12 de LFI, 4 de LR, 2 de EELV, 1 de Femu a Corsica, 1 de Génération.s, 1 du PCF, 1 du PS, 1 de RPS, 1 de divers gauche NUPES (DVG) ;
- 34 duels impliquent le PCF, dont 1 hors coalition et 2 dissidents : 11 adversaires sont du RN, 10 de LREM, 5 du MoDem, 3 du LR, 1 de Agir, 1 de Horizon, 1 de LFI, 1 régionaliste, 1 entre PCF NUPES et PCF dissident ;
- 12 duels impliquent des divers droites, dont 1 Ensemble : 3 adversaires sont du RN, 2 de LFI, 2 de LREM, 1 de LR, 1 du PS, 1 du PNC, 1 de Femu a Corsica, 1 de divers centre (DVC) ;
- 12 duels impliquent Agir : 4 adversaires sont du RN, 3 de LFI, 2 du PS, 1 de EELV, 1 de Génération.s, 1 du PCF ;
- 10 duels impliquent Génération.s : 7 adversaires sont de LREM, 1 de Agir, 1 de Horizon, 1 du Parti radical ;
- 10 duels impliquent des divers gauches (DVG), dont 3 NUPES : 3 adversaires sont de LREM, 2 du RN, 1 de Horizon, 1 de LFI, 1 régionaliste, 1 d'extrême gauche, 1 DVG contre DVG ;
- 7 duels impliquent le Parti radical, dont 1 hors coalition : 3 adversaires sont de LFI, 3 du RN, 1 du PS, 1 de Génération.s ;
- 6 duels impliquent l'UDI, dont 1 dans la coalition Ensemble : 2 adversaires sont de LFI, 2 du RN, 1 de LREM, 1 de PRL ;
- 5 duels impliquent des divers centres (DVC) : 1 adversaire est de LFI, 1 de LR, 1 de Femu a Corsica, 1 de divers droite (DVD), 1 DVC contre DVC ;
- 4 duels impliquent des divers régionalistes : 1 adversaire est du PCF, 1 de divers gauche (DVG), 1 sans étiquette (divers), 1 régionaliste contre régionaliste ;
- 3 duels impliquent Femu a Corsica : 1 adversaire est du Horizon, 1 de divers centre (DVC), 1 de divers droite (DVD) ;
- 3 duels impliquent GE : 2 adversaires sont de LREM, 1 du MoDem ;
- 3 duels impliquent Tapura huiraatira : les 3 adversaires sont de Tavini huiraatira ;
- 3 duels impliquent Tavini huiraatira : les 3 adversaires sont de Tapura huiraatira ;
- 2 duels impliquent le FLKNS : les 2 adversaires sont de l'Union loyaliste ;
- 2 duels impliquent Union loyaliste : les 2 adversaires sont du FLKNS ;
- 1 duel implique DLF contre un adversaire de LFI ;
- 1 duel implique GUSR contre un adversaire du PS ;
- 1 duel implique LC contre un adversaire du RN ;
- 1 duel implique le PNC contre un adversaire de divers droite (DVD) ;
- 1 duel implique le PRG contre un adversaire de EELV ;
- 1 duel implique PLR contre un adversaire de l'UDI ;
- 1 duel implique RPS contre un adversaire de Horizon ;
- 1 duel implique un divers écologiste NUPES contre un adversaire de LREM ;
- 1 duel implique un divers contre un adversaire régionaliste ;
- 1 duel implique un extrême gauche contre un adversaire de divers gauche (DVG) ;
- 1 duel implique un extrême droite contre un adversaire de LFI.

Répartition des 7 « triangulaires » :
- 1 triangulaire EELV, LR, LREM ;
- 1 triangulaire EELV, LREM, RN ;
- 1 triangulaire LFI, LR, LREM ;
- 2 triangulaires LFI, LREM, RN ;
- 1 triangulaire LFI, MoDem, RN ;
- 1 triangulaire LREM, PS, RN.

### Candidats uniques au second tour après désistements
- 4ème circonscription de Seine-Saint-Denis : Soumya Bourouaha (PCF), après l'abandon d'Azzédine Taïbi (dissident PCF) ;
- 11ème circonscription de Seine-Saint-Denis : Clémentine Autain (LFI-E!), après l'abandon de Virginie de Carvalho (dissidente PCF)[222] ;
- 4ème circonscription de Guadeloupe : Elie Califer (PS), après l'abandon de Marie-Luce Penchard (GUSR)[223].

## Composition de l'Assemblée nationale
| Groupe politique                    | Groupe politique                    | Groupe politique                                                     | Députés                  | Députés                  | Députés | Président déclaré  |
| Groupe politique                    | Groupe politique                    | Groupe politique                                                     | Membres                  | Apparentés               | Total   | Président déclaré  |
| ----------------------------------- | ----------------------------------- | -------------------------------------------------------------------- | ------------------------ | ------------------------ | ------- | ------------------ |
|                                     | RE                                  | Renaissance                                                          | 168                      | 4                        | 172     | Aurore Bergé       |
|                                     | RN                                  | Rassemblement national                                               | 88                       | 1                        | 89      | Marine Le Pen      |
|                                     | LFI                                 | La France insoumise – Nouvelle Union populaire écologique et sociale | 75                       | 0                        | 75      | Mathilde Panot     |
|                                     | LR                                  | Les Républicains                                                     | 59                       | 3                        | 62      | Olivier Marleix    |
|                                     | DEM                                 | Démocrate (MoDem et indépendants)                                    | 48                       | 0                        | 48      | Jean-Paul Mattei   |
|                                     | SOC                                 | Socialistes et apparentés (membre de l'intergroupe Nupes)            | 27                       | 4                        | 31      | Boris Vallaud      |
|                                     | HOR                                 | Horizons et apparentés                                               | 28                       | 2                        | 30      | Laurent Marcangeli |
|                                     | ECO                                 | Écologiste – Nupes                                                   | 23                       | 0                        | 23      | Julien Bayou       |
|                                     | GDR                                 | Gauche démocrate et républicaine – Nupes                             | 22                       | 0                        | 22      | André Chassaigne   |
|                                     | LIOT                                | Libertés, Indépendants, Outre-mer et Territoires                     | 16                       | 0                        | 16      | Bertrand Pancher   |
| Total de députés membres de groupes | Total de députés membres de groupes | Total de députés membres de groupes                                  | 554                      | 14                       | 568     |                    |
|                                     | Députés non-inscrits                | Députés non-inscrits                                                 | Députés non-inscrits     | Députés non-inscrits     | 9       |                    |
| Total des sièges pourvus            | Total des sièges pourvus            | Total des sièges pourvus                                             | Total des sièges pourvus | Total des sièges pourvus | 577     |                    |
| Sièges vacants                      | Sièges vacants                      | Sièges vacants                                                       | Sièges vacants           | Sièges vacants           | 0       |                    |

Au 6 juillet 2022.

La majorité présidentielle, réunie sous la bannière Ensemble : Horizons, Renaissance et le Modem, compte 250 élus. Les groupes communistes, insoumis, écologistes et socialistes forment une alliance au sein de la Nouvelle Union populaire écologique et sociale (NUPES) pour un total de 151 députés.

## Recours
Le Conseil constitutionnel a été saisi de 99 réclamations formées par des candidats ou des électeurs contre 298 en 2017, malgré un plus grand nombre de circonscriptions où le second tour s'est terminé avec un faible écart de voix. Les premières décisions ont été rendues dès juillet 2022 et les dernières en février 2023. Le 22 septembre 2022, il annonce refuser de statuer sur un recours en raison du décès du requérant. Le 13 octobre 2022, à la suite de la tenue d'une élection législative partielle, le recours portant sur cette circonscription est déclaré sans objet. Sept élections ont été annulées, donnant lieu à des élections partielles,,, : 
- Éléonore Caroit (Renaissance, Deuxième circonscription des Français établis hors de France), réélue le 15 avril 2023 ;
- Karim Ben Cheïkh (Génération.s, Neuvième circonscription des Français établis hors de France), réélu le 16 avril 2023 ;
- Anne-Sophie Frigout (Rassemblement national, Deuxième circonscription de la Marne), défaite le 29 janvier 2023 par Laure Miller (Renaissance) ;
- Meyer Habib (Union des démocrates et indépendants, Huitième circonscription des Français établis hors de France), réélu le 16 avril 2023 ;
- Thomas Mesnier (Horizons, Première circonscription de la Charente), défait le 29 janvier 2023 par René Pilato (La France insoumise) ;
- Bertrand Petit (apparenté PS, Huitième circonscription du Pas-de-Calais), réélu le 29 janvier 2023 ;
- Bénédicte Taurine (La France insoumise, Première circonscription de l'Ariège), défaite le 2 avril 2023 par Martine Froger (dissidente PS).

## Analyses

### Premier tour
Le premier tour voit arriver au coude-à-coude les coalitions Ensemble et NUPES, à tel point que le caractère serré des résultats conduit à une polémique sur la nature du décompte des voix, la coalition arrivée en tête étant différente selon le décompte utilisé.
Selon les nuances utilisées par le ministère de l'Intérieur, qui ne publie pas de résultats nationaux par parti politique, la coalition Ensemble arrive ainsi en tête avec 25,75 % des suffrages exprimés, contre 25,66 % à la coalition NUPES.
Le décompte du ministère est cependant effectué après exclusion de trois candidats de la NUPES en France métropolitaine : Hervé Saulignac, Dominique Potier et Joël Aviragnet. À eux trois, ceux-ci représentent 44 420 voix, soit davantage que l'écart de 21 359 voix séparant les deux coalitions dans le décompte du ministère. Bien que présentés par la NUPES, les candidats se retrouvent en effet étiquetés divers gauche par le ministère, ce dernier se basant pour les deux premiers sur leurs déclarations en défaveur de l'accord de coalition, et pour la troisième sur la présence d'une candidature dissidente ayant le soutien d’EELV et de LFI. Qualifiées par la gauche d’« omissions manifestes » et de « nouvelles manipulations » du ministre de l'Intérieur Gérald Darmanin, l'exclusion des chiffres de ces trois candidats est vivement critiqué par les représentants de la NUPES, qui accusent le ministre d'avoir fait « apparaître artificiellement » la coalition présidentielle en tête.
Le ministère restreint par ailleurs le décompte de la coalition de gauche au seul territoire continental, et donc à l'exclusion de la Corse et de l'Outre-mer. L'accord ayant mené à la formation de la coalition n'ayant pas inclus ces derniers, la liste des candidats officiellement investis par la NUPES ne les incluait pas. Jugé « problématique » par Le Monde, le décompte du ministère de l'Intérieur amène le quotidien à opérer son propre décompte, incluant notamment les chiffres de La Réunion, de Mayotte et de la Polynésie française, où les candidats de gauche se sont accordés sur des candidatures uniques se réclamant de la NUPES. Cette inclusion de candidatures NUPES supplémentaires, mais également de candidatures Ensemble, amène la première à devancer la seconde. France Info - qui a dans un premier temps affiché les résultats du ministère de l'Intérieur - a, après une enquête auprès des trois candidats socialistes investi par la NUPES mais ayant reçu l'étiquette divers gauche du ministère de l'Intérieur, décidé d'intégrer deux d'entre-eux à la bannière NUPES, ce qui a aussi pour conséquence de faire arriver la NUPES en tête,.
Le Rassemblement national, bien que troisième, réalise quant à lui sa meilleure performance à un scrutin législatif avec 18,68 % des suffrages. En raison de ce score, Marine Le Pen revendique le RN comme « premier parti de France », Ensemble et la NUPES étant des coalitions de plusieurs partis. Le mouvement voit près de 200 de ses candidats qualifiés au second tour.
Néanmoins, ces trois principaux blocs observent une baisse de leur part des voix par rapport au scrutin présidentiel ayant eu lieu deux mois plus tôt, tandis qu'à contrario, Les Républicains l'améliore, passant de moins de 4,78 % pour Valérie Pécresse à 11,30 %.
Le parti Reconquête d’Éric Zemmour subit un échec. Il totalise 4,24 % contre 7,07 % à la présidentielle et voit l'ensemble de ses candidats, dont Zemmour lui-même, candidat dans la quatrième circonscription du Var, éliminés dès le premier tour.
Le premier tour conduit huit circonscriptions dans des situations de triangulaires entre trois candidats qualifiés pour le second tour, contre une seule triangulaire en 2017. L'une d'entre elles redevient cependant un duel classique entre deux candidats du fait du retrait du troisième dans l'entre-deux-tours.

### Second tour
La majorité présidentielle Ensemble perd la majorité absolue à l'Assemblée nationale qu'elle détenait largement mais conserve une majorité relative en restant la principale force de l'hémicycle. Elle se retrouve néanmoins avec un nombre de sièges inférieur à ce que prévoyaient les projections. Cette situation se vérifie également pour la NUPES qui, bien que devenant la principale force d'opposition, obtient un nombre d'élus plus faible que celui estimé par les sondages et présente un avenir incertain. La coalition de la gauche permet néanmoins le retour d'un groupe écologiste au Palais Bourbon ainsi qu'une augmentation significative des députés de la France insoumise. Le Parti socialiste parvient également à sauver son groupe tandis que le PCF espère obtenir un groupe avec l'appui de députés d'outre-mer.
Le Rassemblement national est le vainqueur surprise du scrutin, avec 89 députés à l'Assemblée nationale, un nombre jamais vu avec le scrutin uninominal à deux tours en vigueur pour les législatives en France et même supérieur au record de 35 sièges obtenus en 1986 au scrutin proportionnel. Cette performance surprend jusqu'aux instances du parti, qui se revendique comme le premier parti d'opposition à Emmanuel Macron. Les Républicains deviennent la quatrième force de l'hémicycle et perdent la moitié de leurs députés. Certaines figures de la droite tel Jean-François Copé appellent à un pacte de gouvernement avec la majorité présidentielle tandis que d'autres, à l'image du président du parti Christian Jacob, écartent cette option.
L'élection est considérée comme un important revers pour Emmanuel Macron avec une assemblée très polarisée, faisant planer le doute sur la capacité du président réélu à mettre en place ses réformes. Pour le Président de la République, cet échec politique majeur se traduit aussi par des symboles forts que représentent la défaite de trois de ses ministres (de Montchalin à la Transition écologique, Bourguignon à la Santé et Bénin à la Mer), ainsi que celle du président sortant de l'Assemblée nationale, Richard Ferrand, et des deux présidents de groupes de la majorité sortante, Christophe Castaner (LREM) et Patrick Mignola (MoDem), tous des proches du chef de l'État.

### Abstention
Durant l'entre-deux-tours, Jean-Luc Mélenchon appelle à la mobilisation des jeunes, chez lesquels le taux d'abstention est fort (69 % des 18-24 ans et 71 % des 25-34 ans ne sont pas allés voter au premier tour).

### Sociologie des élus
Pour la première fois depuis 1988, la part de femmes députées baisse par rapport à l'élection précédente, passant de 39 % en 2017 à 37,3 %. La part de femmes est de 43,6 % à la NUPES, de 40,4 % à Ensemble, de 37,1 % au RN et de 29,5 % chez les Républicains.
Malgré l'arrivée remarquée de députés au profil atypique pour l'assemblée, telle Rachel Keke, ex-femme de chambre, celle-ci reste surreprésentée par les cadres et professions intellectuelles supérieures - 58,4 % à l'assemblée contre 9,5 % dans la population. D'après une étude de Franceinfo, les artisans, commerçants et chefs d'entreprise et les agriculteurs sont également surreprésentés, en étant deux fois plus nombreux à l'assemblée que dans la population. Toutes les autres catégories professionnelles sont sous-représentées, en particuliers les ouvriers qui sont 0,9 % à l'assemblée contre 12,1 % dans la population.